# Mexicanos blancos
Los mexicanos blancos son mexicanos de ascendencia total o predominantemente europea o de Asia Occidental. El gobierno mexicano realiza censos étnicos que permiten a las personas identificarse como "blancos", pero los resultados específicos de estos censos no se hacen públicos. En cambio, el gobierno publica datos sobre el porcentaje de "mexicanos de piel clara" en el país, con encuestas a nivel nacional realizadas por el Instituto Nacional de Estadística y Geografía de México, el Consejo Nacional para Prevenir la Discriminación y fuentes contemporáneas como la Enciclopedia Británica reportando resultados que los estiman en alrededor de un tercio de la población del país. El término "mexicano de piel clara" es preferido tanto por el gobierno como por los medios de comunicación para describir a las personas en México que poseen rasgos físicos europeos cuando se habla de dinámicas etnoraciales. Sin embargo, "mexicano blanco" todavía se usa a veces.
Las estimaciones de la población blanca de México difieren mucho tanto en metodología como en los porcentajes dados; fuentes no oficiales como World Factbook o Latinobarómetro sugieren una población blanca del 10%. Una investigación publicada en 2005 por la Universidad Nacional Autónoma de México estimó que eran el 15% usando los resultados del censo de 1921 como referencia, más el autor admite que dichas cifras pueden ser incorrectas, otros historiadores también han impugnado los resultados del censo de 1921 al considerarlos inexactos. Otras fuentes sugieren porcentajes más elevados: encuestas de campo que usan como referencia la presencia de cabello rubio para clasificar a un mexicano como blanco como la investigación realizada por la Universidad Autónoma Metropolitana de México calcularon el porcentaje de este grupo dentro de la institución en un 23%, con una metodología similar, la American Sociological Association obtuvo un porcentaje a nivel nacional del 18.8%. Otro estudio realizado por el University College de Londres en colaboración con el Instituto Nacional de Antropología e Historia de México encontró que las frecuencias de cabello rubio y ojos claros en los mexicanos son del 18% y 28%, respectivamente.
Los europeos comenzaron a llegar a Nueva España durante la Conquista de México y mientras que en el período colonial la mayor parte de la inmigración europea fue española, durante los siglos XIX y XX llegaron inmigrantes de origen europeo desde América del Norte y del Sur. Según los académicos de los siglos XX y XXI, la mezcla a gran escala entre los inmigrantes europeos y los pueblos indígenas originarios produciría un grupo mestizo que se convertiría en la abrumadora mayoría de la población de México en la época de la Revolución Mexicana. Sin embargo, según los registros eclesiásticos y censales de la época colonial, la mayoría de los hombres españoles se casaban con mujeres españolas. Dichos registros también cuestionan otras narrativas de los académicos contemporáneos, como que los inmigrantes europeos que llegaron a México eran casi exclusivamente hombres o que los «españoles puros» formaban parte de una pequeña élite poderosa, ya que los españoles eran a menudo la etnia más numerosa en las ciudades virreinales y había trabajadores serviles y personas en situación de pobreza de origen completamente español.
Por otro lado, las personas mestizas se caracterizan por tener diversos grados de ascendencia europea con algunas presentan ascendencia genética europea superior al 90%. Si bien las investigaciones genéticas recientes  sugieren que la población mexicana en general es producto de hombres europeos que se mezclaron con mujeres amerindias, qué tan pronunciado este desequilibrio de género ha sido históricamente varía considerablemente dependiendo del estudio consultado, con la contribución maternal amerindia oscilando entre un 90% y un 59%, la investigación genética en torno al cromosoma X muestra menos variación, con la contribución de mujeres amerindias oscilando entre un 50% y un 54%. Se debe considerar, sin embargo, que los criterios usados para definir lo que constituye a un voluntario al que se le denomina como mestizo o como mexicano varían de estudio a estudio, ya que en México, históricamente, se ha clasificado a un gran número de personas blancas como mestizas debido a que después de la revolución mexicana el gobierno comenzó a definir la etnia según estándares culturales (principalmente el idioma hablado) en lugar de características raciales o fenotípicas.

## Establecimiento de europeos en el México virreinal

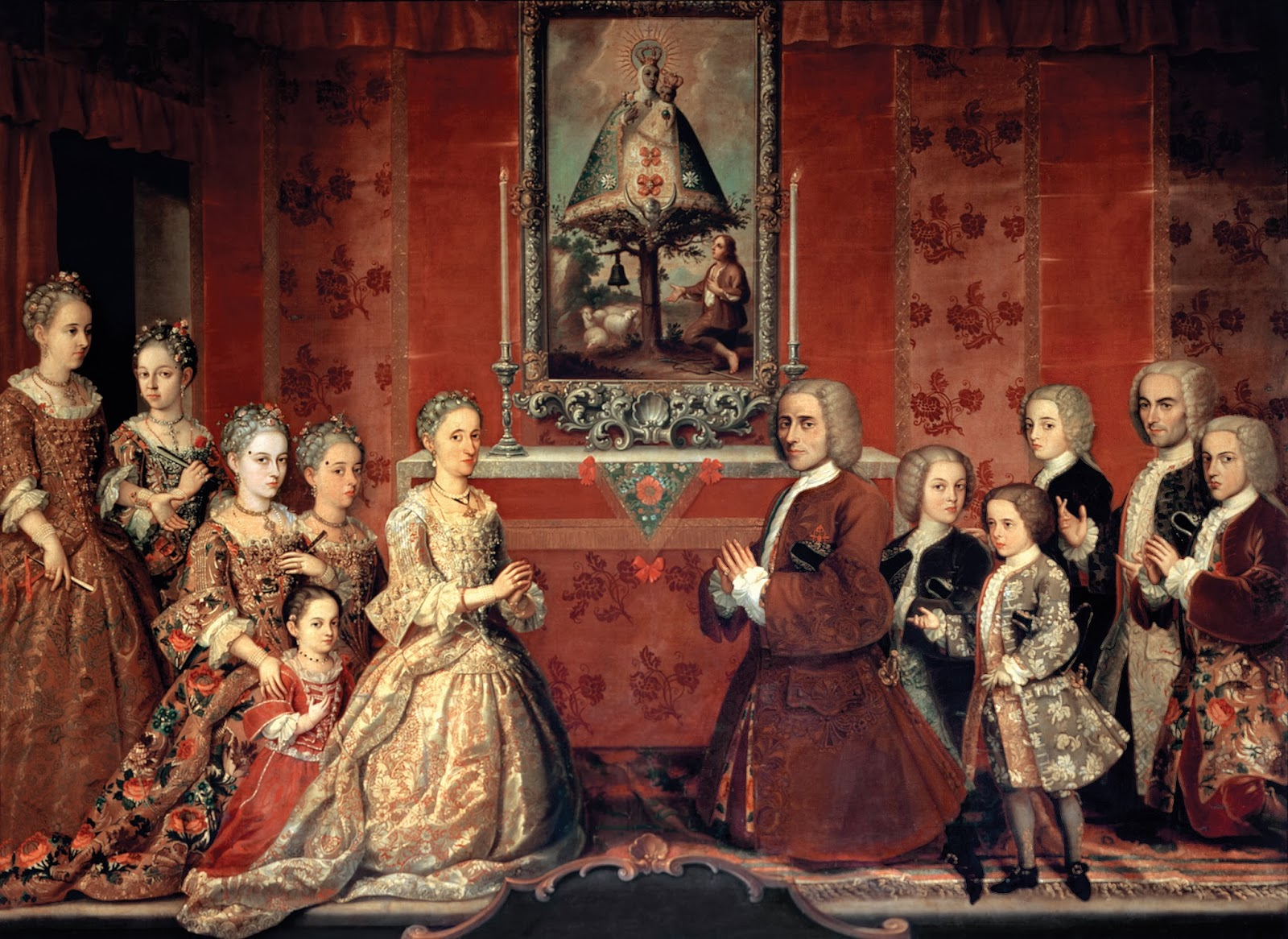
Retrato de familia Fagoaga Arozqueta una familia colonial mexicana de clase alta de ascendencia española (coloquialmente llamados criollos) en la Ciudad de México, Nueva España, en 1730.

La presencia de europeos en lo que hoy es México data de la conquista española del Imperio azteca a principios del siglo XVI por Hernán Cortés, sus tropas y numerosas ciudades estado indígenas que eran tributarias y enemigas de los aztecas, como los totonacas, los tlaxcaltecas y los texcocanos, entre otros. Existen relatos que narran como Moctezuma confundió a Cortés con un dios debido a su apariencia, pero los historiadores los desestiman. Después de años de guerras, la coalición liderada por Cortés finalmente logró conquistar el Imperio azteca, lo que resultaria en la fundación del Virreinato de la Nueva España. Aunque este nuevo estado otorgó diversos privilegios como títulos nobiliarios y extensiones de tierra a los miembros de la tribus indígenas aliadas, los españoles acapararon la mayor parte del poder político y económico. Al reducido número de españoles que fundaron el nuevo reino pronto se uniría con un flujo constante de migrantes españoles, ya que era del interés de la Corona española hispanizar y cristianizar la región al considerar a los pueblos indígenas y sus costumbres incivilizadas. Debido a esto se impuso la cultura hispana y se suprimió la indígena.

Agustín de Iturbide, consumador de la Independencia de México, diseñador de la Bandera de México y emperador de México, era criollo.

La experiencia mexicana refleja la del resto de América Latina, ya que las actitudes respecto a la raza, incluyendo la identificación, fueron establecidas por los españoles que llegarían a esas latitudes después. Durante el periodo colonial, los españoles y sus descendientes conocidos como "criollos" por la población indígena y "mestiza" (esta última compuesta por gente de ascendencia indígena mezclada con española; aunque técnicamente una persona de 7/8 de ascendencia española y 1/8 o menos de ascendencia indígena indigenous podía considerarse "criolla"). Para conservar el poder, los españoles promovieron un sistema de castas en la sociedad novohispana en el cual los nacidos en España, llamados peninsulares eran los más privilegiados, seguidos de los criollos, los mestizos, los indígenas y, finalmente, los africanos. Aunque dicho sistema no era completamente rígido, ya que elementos como la clase social, relaciones sociales y de quién una persona era descendiente podían influenciarlo, la noción de "hispanidad" generalmente permanecía en la cima de la jerarquía social y la "indianidad" en el fondo, con todas las mezclas en el medio. Esta idea continuaria a lo largo del periodo colonial.

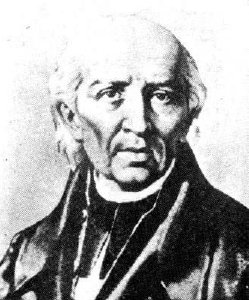
Miguel Hidalgo y Costilla, iniciador de la Guerra de independencia mexicana y la mayoría de los líderes independentistas eran criollos (descendientes de españoles).

La historia de la migración europea a México tiene características que la diferencian notablemente de la de otros países del Nuevo Mundo. No habiendo tenido inmigración a la misma escala ni tan diversa como la de Estados Unidos, Canadá, Brasil o Argentina tuvieron, los mexicanos blancos en su lugar descienden en su mayoría de españoles que, comenzando con la llegada de los conquistadores se establecieron en lo que hoy es México. Los criollos mostraban una marcada preferencia por otros inmigrantes españoles, sin importar si eran de un nivel socioeconómico inferior al suyo, ya que mantener el linaje y las costumbres españolas se veía como la mayor prioridad. Una vez que México consumó su independencia y la inmigración desde otros países europeos se volvió más común, los nuevos inmigrantes se asimilaron rápidamente dentro de la población blanca de origen casi exclusivamente español, esto debido a que el porcentaje de inmigración anual que México recibía nunca superó el 2% en relación con la población total, por lo que nunca aparecerían identidades híbridas mexicanas.
Otra forma en la que la inmigración europea hacia México difiere de la que recibieron otros países del continente fue en el perfil que tenía el migrante requerido. Como las principales actividades económicas de la Nueva España no estaban relacionadas con la agricultura (y ya se poseía con suficiente mano de obra para llevar estas actividades a cabo gracias a la numerosa población indígena) el Virreinato no creó ningún tipo de programa que lo hiciera un destino más atractivo para agricultores europeos. Mucho más importante para su economía era la minería por lo que la demanda se encontraba migrantes que tuvieran destreza en campos como geología y metalurgia, así como comercio, leyes, medicina, etc. Como abundaban historias de inmigrantes profesionistas que amasaban grandes fortunas en un par de años, Nueva España sólo fue atractiva para europeos con ese tipo de credenciales y sus familias, lo que resultó en el país recibiendo relativamente menos inmigración. Es también por esta razón que la mayoría de la inmigración española que fue recibida provenía de las regiones del norte de España, principalmente Asturias, Cantabria, Navarra, Galicia y el País Vasco.

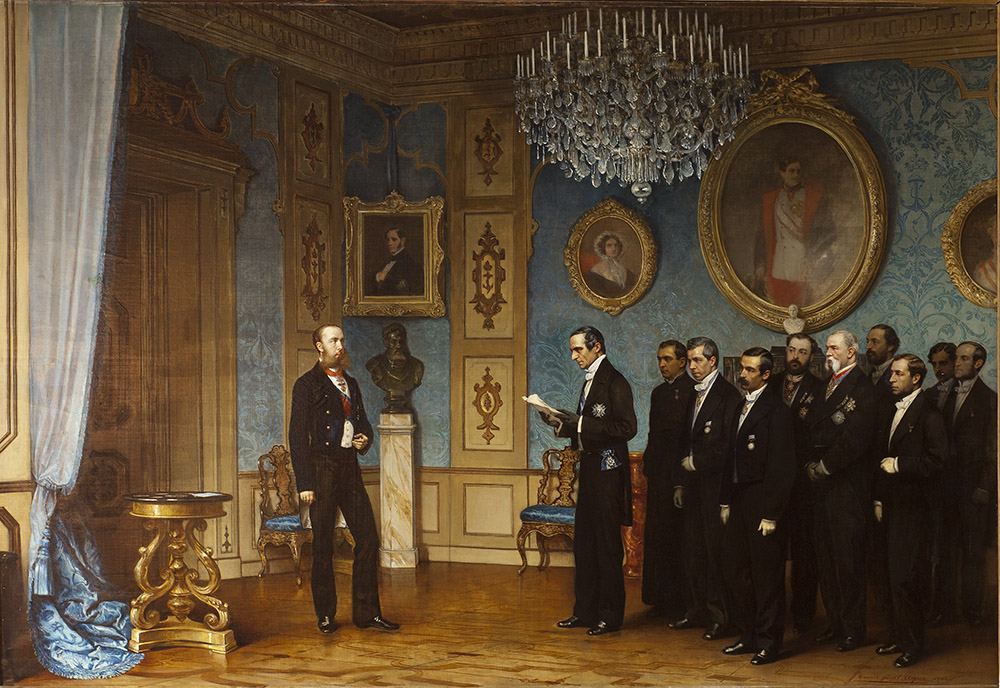
Maximiliano recibiendo una delegación mexicana en el Castillo de Miramar en Trieste. Pintura por Cesare dell'Acqua (1821-1905).

El resentimiento criollo respecto a los privilegios otorgados a los peninsulares por el sistema de castas fue la razón principal del estallido de la Guerra de independencia mexicana. Cuando el conflicto terminó en 1821, el nuevo gobierno mexicano expulsó a aproximadamente 10,000 – 20,000 peninsulares, lo cual hasta cierto punto evitó que la población europea aumentara en porcentaje entre 1820 y 1830; aunque dicha expulsión no significó un veto permanente de migrantes europeos, incluso provenientes de España. Aunque la independencia resultó en la abolición del sistema de castas, la división entre lo "español y lo "indígena" continuó, tomando los criollos el lugar del privilegio económico y social basado en los orígenes étnicos de los peninsulares, aunque dicha división pasó a basarse más en el dinero y la clase social que en la raza, por lo que aumentaron las posibilidades de movilidad social para los mestizos e indígenas. Debido a esto, muchos conflictos políticos y culturales de los siglos XIX y XX tenderían a percibirse como conflictos entre criollos y mestizos.
De acuerdo al primer censo racial a nivel nacional realizado en México en 1793, los blancos oscilaba entre 18%-22% de la población, con los mestizos siendo entre 21%-25% y los indígenas entre 51%-61% pero en 1921, cuando el segundo censo nacional que considerada la etnicidad fue realizado, sólo el 10% de la población se identificó como blanca, mientras que 59% se identificaron como mestizos y 29% como indígenas. Aunque por un largo tiempo los resultados del censo de 1921 fueron considerados correctos, con publicaciones internacionales como The World Factbook usándolos como referencia para estimar la composición racial del México moderno, en tiempo reciente académicos e historiadores mexicanos los han puesto en duda, señalando que una alteración así de drástica en las tendencias poblacionales no es posible y citan, entre otras estadísticas, que la frecuencia de matrimonios entre personas de diferentes grupos étnicos era baja. Dichos autores declaran que el proceso de mestizaje en la sociedad mexicana promovido por el gobierno fue "más cultural que biológico" lo cual resultó en la inflación del porcentaje del grupo mestizo a costa de los demás grupos étnicos que hay en México. Es importante remarcar que los académicos que cuestionan los resultados del censo en su mayoría lo hacen principalmente desde la perspectiva de los pueblos indígenas, los cuales denuncian que han sido clasificados como mestizos sin estos así quererlo, pero declaran también que esto ha afectado a los mexicanos de origen europeo.

## Censos oficiales
Históricamente, los estudios y censos de población nunca han estado a la altura de los estándares que una población tan diversa y numerosa como la mexicana requiere. El primer censo racial se realizó en 1793, siendo también el primer censo nacional de población de México (entonces conocido como Nueva España). De este, solo parte de los conjuntos de datos originales sobreviven. Por lo tanto, la mayor parte de lo que se conoce proviene de ensayos realizados por investigadores que utilizaron los hallazgos del censo como referencia para sus propios trabajos. Pasaría más de un siglo hasta que el gobierno mexicano llevara a cabo un nuevo censo racial en 1921 (algunas fuentes afirman que el censo de 1895 incluía una clasificación racial completa, sin embargo, según los archivos históricos del Instituto Nacional de Estadística de México, ese no era el caso). Si bien el censo de 1921 fue la última vez que el gobierno mexicano llevó a cabo un censo que incluyó una clasificación racial integral, en los últimos tiempos ha realizado encuestas a nivel nacional para cuantificar la mayoría de los grupos étnicos que habitan el país, así como la dinámica social y las desigualdades entre ellos.

### Censo de 1793

Nueva España en 1819 con los límites establecidos en el Tratado Adams-Onís

Conocido también como "Censo de Revillagigedo" debido a que su creación fue ordenada por el Conde del mismo nombre, este censo fue el primer censo de población a nivel nacional de México (entonces conocido como el Virreinato de la Nueva España). La mayoría de sus conjuntos de datos originales se han perdido, por lo que la mayor parte de lo que ahora se conoce proviene de ensayos e investigaciones de campo realizados por académicos que tuvieron acceso a los datos del censo y los utilizaron como referencia para sus trabajos, como el geógrafo prusiano Alexander von Humboldt. Cada autor da diferentes estimaciones para cada grupo racial en el país, aunque no varían mucho, con europeos que van del 18% al 22% de la población de la Nueva España, mestizos que van del 21% al 25%, indios que van del 51% al 61% y africanos que están entre 6.000 y 10.000. Las estimaciones dadas para la población total van de 3.799.561 a 6.122.354 personas. Se concluye entonces que, a lo largo de casi tres siglos de colonización, las tendencias de crecimiento poblacional de blancos y mestizos fueron uniformes, mientras que el porcentaje total de la población indígena disminuyó a una tasa de 13%-17% por siglo. Los autores afirman que en lugar de que los blancos y mestizos tengan tasas de natalidad más altas, la razón de la disminución de la población indígena radica en que sufren de tasas de mortalidad más altas, debido a que vivían en lugares remotos en lugar de las ciudades y pueblos fundados por los colonos españoles o estaban en guerra con ellos. Es también por estas razones que el número de mexicanos indígenas presenta el mayor rango de variación entre publicaciones, ya que en los casos sus números en un lugar dado fueron estimados en lugar de contados, lo que lleva a posibles sobreestimaciones en algunas provincias y posibles subestimaciones en otras.
| Intendencia/territorio | Población europea (%) | Población indígena (%) | Población mestiza (%) |
| ---------------------- | --------------------- | ---------------------- | --------------------- |
| México                 | 16.9%                 | 66.1%                  | 16.7%                 |
| Puebla                 | 10.1%                 | 74.3%                  | 15.3%                 |
| Oaxaca                 | 06.3%                 | 88.2%                  | 05.2%                 |
| Guanajuato             | 25.8%                 | 44.0%                  | 29.9%                 |
| San Luis Potosí        | 13.0%                 | 51.2%                  | 35.7%                 |
| Zacatecas              | 15.8%                 | 29.0%                  | 55.1%                 |
| Durango                | 20.2%                 | 36.0%                  | 43.5%                 |
| Sonora                 | 28.5%                 | 44.9%                  | 26.4%                 |
| Yucatán                | 14.8%                 | 72.6%                  | 12.3%                 |
| Guadalajara            | 31.7%                 | 33.3%                  | 34.7%                 |
| Veracruz               | 10.4%                 | 74.0%                  | 15.2%                 |
| Villadolid             | 27.6%                 | 42.5%                  | 29.6%                 |
| Nuevo México           | ~                     | 30.8%                  | 69.0%                 |
| Vieja California       | ~                     | 51.7%                  | 47.9%                 |
| Nueva California       | ~                     | 89.9%                  | 09.8%                 |
| Coahuila               | 30.9%                 | 28.9%                  | 40.0%                 |
| Nuevo León             | 62.6%                 | 05.5%                  | 31.6%                 |
| Nuevo Santander        | 25.8%                 | 23.3%                  | 50.8%                 |
| Texas                  | 39.7%                 | 27.3%                  | 32.4%                 |
| Tlaxcala               | 13.6%                 | 72.4%                  | 13.8%                 |

~ Los europeos están incluidos en la categoría mestiza.
Independientemente de las posibles imprecisiones relacionadas con el recuento de los pueblos indígenas que viven fuera de las áreas colonizadas, vale la pena mencionar el esfuerzo que las autoridades de la Nueva España pusieron en considerarlos como súbditos, ya que los censos realizados por otros países coloniales o postcoloniales no consideraban a los indígenas americanos como ciudadanos/súbditos, como por ejemplo los censos realizados por el Virreinato del Río de la Plata solo contarían a los habitantes de los asentamientos colonizados. Otro ejemplo serían los censos realizados por los Estados Unidos, que no incluyeron a los pueblos indígenas que vivían entre la población general hasta 1860, y a los pueblos indígenas en su conjunto hasta 1900.

### Censo de 1921

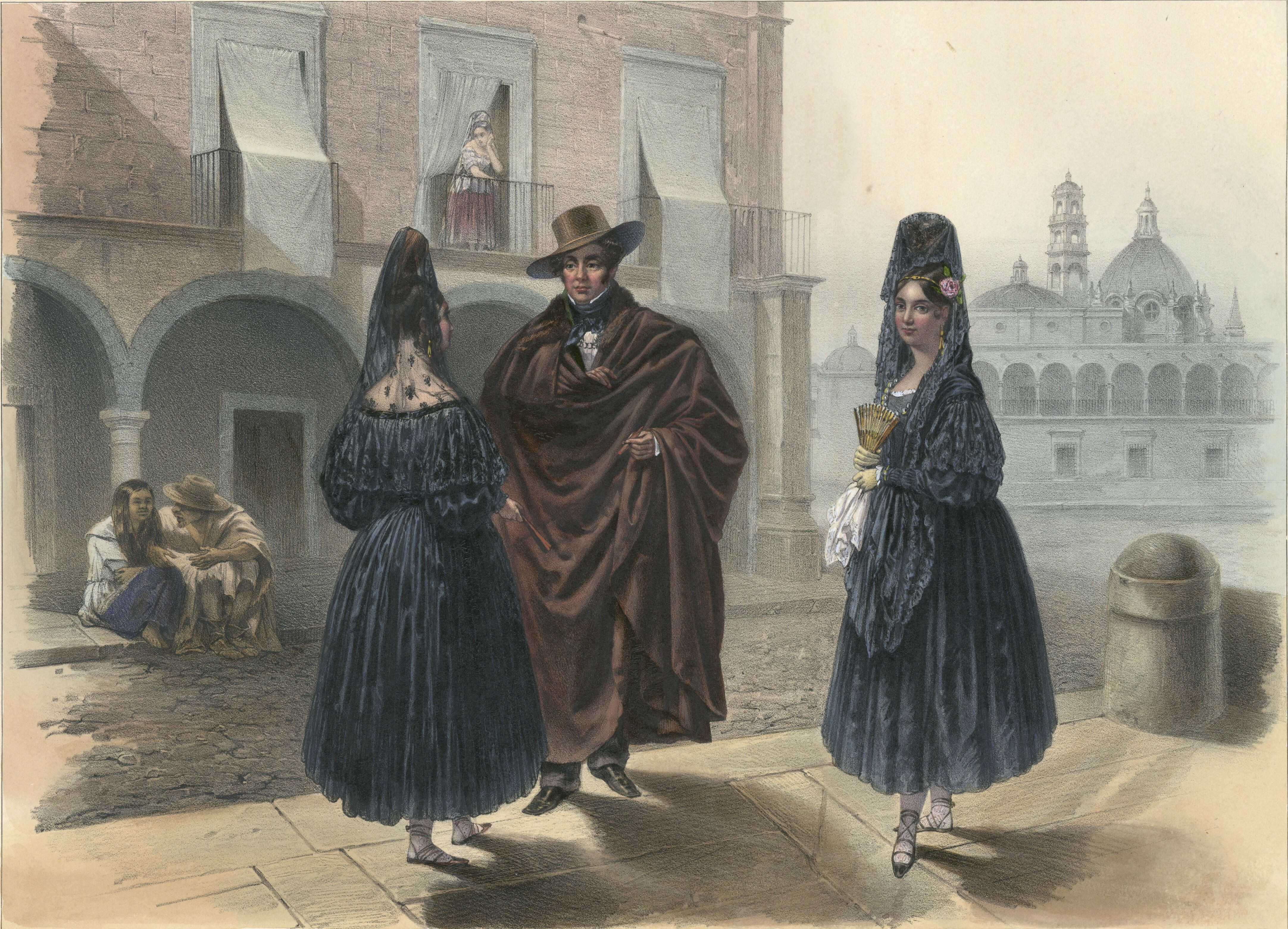
Mujeres mexicanas blancas con mantilla, pintura de Carl Nebel, 1836.

Realizado inmediatamente después de la consumación de la Revolución Mexicana, el contexto social en el que se realizó este censo lo hace particularmente único, ya que el gobierno de la época estaba en proceso de reconstrucción del país y buscaba unir a todos los mexicanos bajo una sola identidad nacional. Los resultados finales del censo de 1921 con respecto a la raza, que afirman que el 59.3% de la población mexicana se autoidentificó como mestiza, el 29.1% como indígena y solo el 9.8% como blanca fueron entonces esenciales para cimentar la ideología del "mestizaje" (que afirma que la población mexicana en su conjunto es producto de la mezcla de todas las razas) que dio forma a la identidad y cultura mexicanas a lo largo del siglo XX y sigue siendo prominente hoy en día, con publicaciones internacionales extraoficiales como The World Factbook usándolas como referencia para estimar la composición racial de México hasta el día de hoy.
Sin embargo, en los últimos tiempos los resultados del censo han sido sometidos al escrutinio de historiadores, académicos y activistas sociales por igual, quienes afirman que alteraciones tan drásticas en las tendencias demográficas con respecto al censo de 1793 no son posibles y citan, entre otras estadísticas, la relativamente baja frecuencia de matrimonios entre personas de diferentes ancestros continentales en el México colonial y de principios de la independencia. Se afirma que el proceso de "mestizaje" patrocinado por el Estado fue más "cultural que biológico", lo que dio como resultado que las cifras del grupo mestizo mexicano se inflaran a expensas de la identidad de las demás razas. Controversias aparte, este censo constituyó la última vez que el Gobierno de México llevó a cabo un censo racial exhaustivo, con los resultados por estados siendo los siguientes (extranjeros y personas que respondieron "otros" no incluidos):
| Unidades Federativas             | Población Mestiza (%) | Población Amerindia (%) | Población Blanca (%) |
| -------------------------------- | --------------------- | ----------------------- | -------------------- |
| Aguascalientes                   | 66.12%                | 16.70%                  | 16.77%               |
| Baja California (Distrito Norte) | 57.28%                | 07.72%                  | 35.00%               |
| Baja California (Distrito Sur)   | 59.61%                | 06.06%                  | 33.40%               |
| Campeche                         | 41.45%                | 43.41%                  | 14.17%               |
| Coahuila                         | 77.88%                | 11.38%                  | 10.13%               |
| Colima                           | 68.54%                | 26.00%                  | 04.50%               |
| Chiapas                          | 36.27%                | 47.64%                  | 11.82%               |
| Chihuahua                        | 50.09%                | 12.76%                  | 36.33%               |
| Durango                          | 89.85%                | 09.99%                  | 00.01%               |
| Guanajuato                       | 96.33%                | 02.96%                  | 00.54%               |
| Guerrero                         | 54.05%                | 43.84%                  | 02.07%               |
| Hidalgo                          | 51.47%                | 39.49%                  | 08.83%               |
| Jalisco                          | 75.83%                | 16.76%                  | 07.31%               |
| Ciudad de México                 | 54.78%                | 18.75%                  | 22.79%               |
| Estado de México                 | 47.71%                | 42.13%                  | 10.02%               |
| Michoacán                        | 70.95%                | 21.04%                  | 06.94%               |
| Morelos                          | 61.24%                | 34.93%                  | 03.59%               |
| Nayarit                          | 73.45%                | 20.38%                  | 05.83%               |
| Nuevo León                       | 75.47%                | 05.14%                  | 19.23%               |
| Oaxaca                           | 28.15%                | 69.17%                  | 01.43%               |
| Puebla                           | 39.34%                | 54.73%                  | 05.66%               |
| Querétaro                        | 80.15%                | 19.40%                  | 00.30%               |
| Quintana Roo                     | 42.35%                | 20.59%                  | 15.16%               |
| San Luis Potosí                  | 61.88%                | 30.60%                  | 05.41%               |
| Sinaloa                          | 98.30%                | 00.93%                  | 00.19%               |
| Sonora                           | 41.04%                | 14.00%                  | 42.54%               |
| Tabasco                          | 53.67%                | 18.50%                  | 27.56%               |
| Tamaulipas                       | 69.77%                | 13.89%                  | 13.62%               |
| Tlaxcala                         | 42.44%                | 54.70%                  | 02.53%               |
| Veracruz                         | 50.09%                | 36.60%                  | 10.28%               |
| Yucatán                          | 33.83%                | 43.31%                  | 21.85%               |
| Zacatecas                        | 86.10%                | 08.54%                  | 05.26%               |

Cuando se comparan los resultados del censo de 1921 con los resultados de los censos recientes de México, así como con la investigación genética moderna, se encuentra una alta consistencia en lo que respecta a la distribución de los mexicanos indígenas en todo el país, con los estados ubicados en el sur y el sureste de México teniendo ambos, los porcentajes más altos de población que se autoidentifican como indígenas y los porcentajes más altos de ascendencia genética amerindia. Sin embargo, eso no pasa con los mexicanos europeos, ya que hay casos en los que estados que han demostrado tener una ascendencia europea considerablemente alta por investigación científica tienen poblaciones blancas muy pequeñas en el censo de 1921, siendo el caso más extremo el del estado de Durango, en el que el mencionado censo afirma que solo 0.01% de la población del estado (33 personas) se autoidentificó como "blanca", mientras investigación científica moderna muestra que la población de Durango tiene frecuencias genéticas similares a las encontradas en los pueblos europeos (la población indígena del estado tampoco muestra casi ninguna mezcla extranjera). Varios autores teorizan que la razón de estas inconsistencias puede estar en la identidad mestiza promovida por el gobierno mexicano, la cual, según se informa, llevó a personas que no son biológicamente mestizas a identificarse como tales.

### En la actualidad

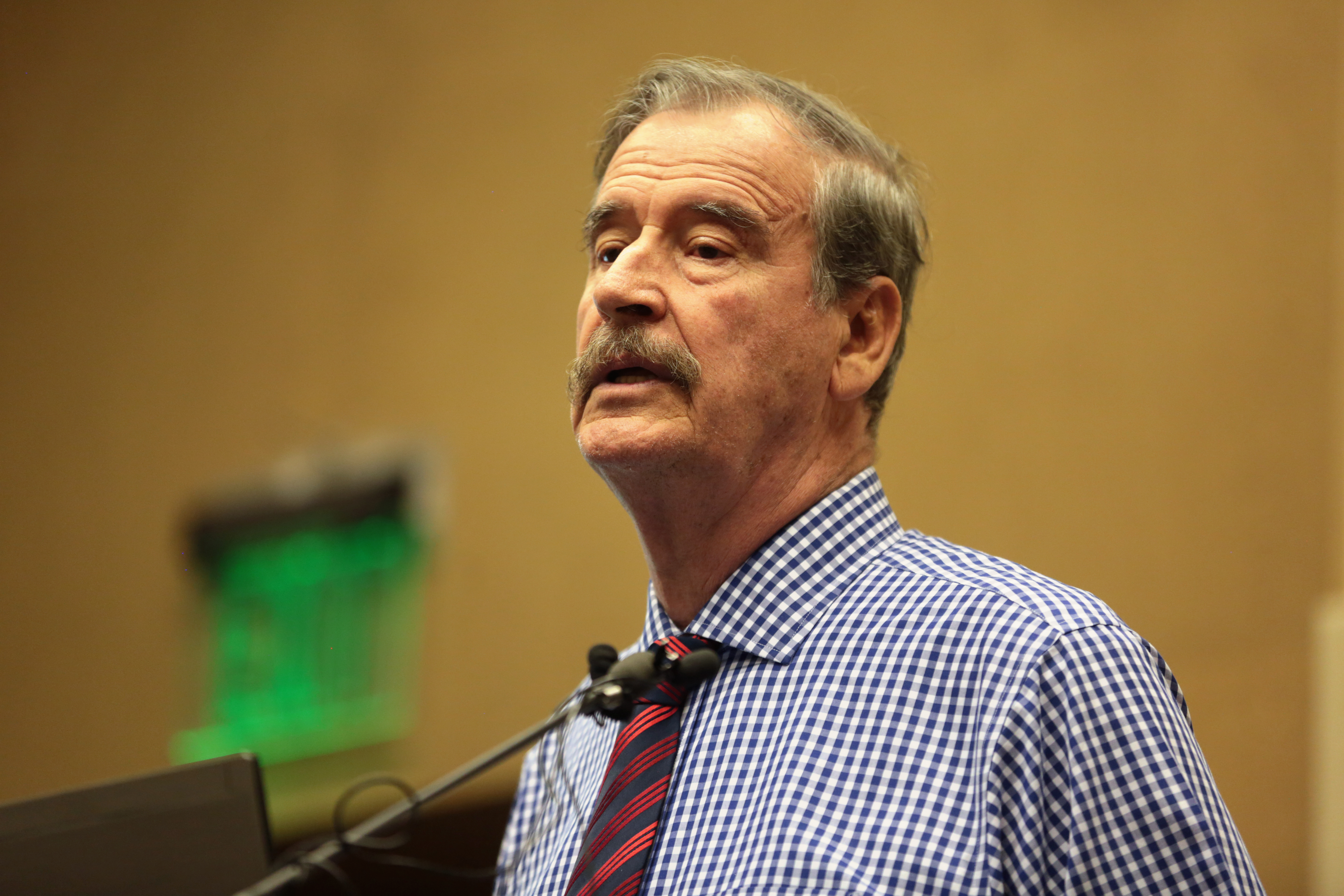
Vicente Fox Quesada, 62.° Presidente de México

Desde el final de la Revolución mexicana, la identidad oficial promovida por el gobierno mexicano ha sido la del mestizo (una mezcla de culturas y herencias europeas e indígenas) establecida con la intención original de eliminar divisiones y crear una identidad unificada que permitiera a México modernizarse e integrarse con la comunidad internacional. Aunque hoy en día la gran mayoría de la población del país se considera mexicana, las diferencias en rasgos físicos y apariencia siguen jugando un papel importante en las interacciones sociales cotidianas, tomando esto en cuenta, en los últimos tiempos el gobierno de México ha comenzado a realizar investigaciones étnicas para cuantificar los diferentes grupos étnicos que habitan el país con el objetivo de reducir las desigualdades sociales entre ellos. Según estas investigaciones recientes, el 19.4% de la población de México se autoidentifica como indígena y el 2.04% se autoidentifica como afromexicano, no existe un censo definitivo que cuantifique a los mexicanos blancos, con el gobierno y fuentes contemporáneas estimando que componen alrededor de un tercio de la población del país, cifra que se basa en rasgos fenotípicos como el color de la piel en lugar de la autoidentificación de la ascendencia. 
En términos muy generales, las relaciones étnicas pueden organizarse en torno a un eje entre los dos extremos del patrimonio cultural europeo y amerindio, que es un remanente del sistema de castas español que clasificaba a los individuos en función de su nivel percibido de mezcla biológica entre los dos grupos, aunque dicha dinámica se ha vuelto fluida, mezclando rasgos socioculturales y económicos con rasgos fenotípicos, permitiendo que los individuos se muevan entre categorías y definan sus identidades étnicas y raciales situacionalmente, la presencia en el país de poblaciones de tamaño considerable de origen africano y asiático vuelven dichas dinámicas más complejas. A pesar de que existe una gran variación en los fenotipos entre los mexicanos, la apariencia europea todavía es fuertemente preferida en la sociedad mexicana, con la piel más clara recibiendo una atención más positiva, ya que se asocia con atributos positivos como lo son el dinero, la modernidad y la clase social alta. En contraste, la ascendencia indígena a menudo se asocia con tener una clase social inferior, así como con niveles más bajos de educación. Estas distinciones son más fuertes en la Ciudad de México, donde se localizan las élites más poderosas del país.
Aunque el gobierno mexicano no utilizó oficialmente términos raciales relacionados con personas europeas o blancas durante casi un siglo (reanudándolos después de 2010), los conceptos de "gente blanca" (conocidos como güeros o blancos en el español mexicano) y de "ser blanco" no desaparecieron y todavía están presentes en la cultura mexicana cotidiana: en la sociedad mexicana se utilizan diferentes modismos raciales que sirven como términos mediadores entre grupos raciales. No es extraño ver a vendedores ambulantes llamar güero o güerito a un cliente potencial, a veces incluso cuando la persona no es de piel clara. En este caso se utiliza para iniciar una especie de familiaridad, pero en casos en los que las tensiones sociales/raciales son relativamente altas, puede tener el efecto contrario. La falta de una línea divisora clara entre mexicanos blancos y mestizos ha vuelto el concepto de raza relativamente fluido, con el estatus socioeconómico teniendo influencia en la percepción racial de una persona. Sin embargo, sociólogos e historiadores contemporáneos coinciden en que, dado que el concepto de "raza" tiene un fundamento psicológico más que biológico y a los ojos de la sociedad un mestizo con un alto porcentaje de ascendencia europea es considerado "blanco" y un mestizo con un alto porcentaje de ascendencia indígena es considerado "indio", se debe permitir que una persona se identifique con un grupo étnico con el que sienta pertenencia, aunque biológicamente no pertenezca completamente a él.

## Distribución y estimaciones

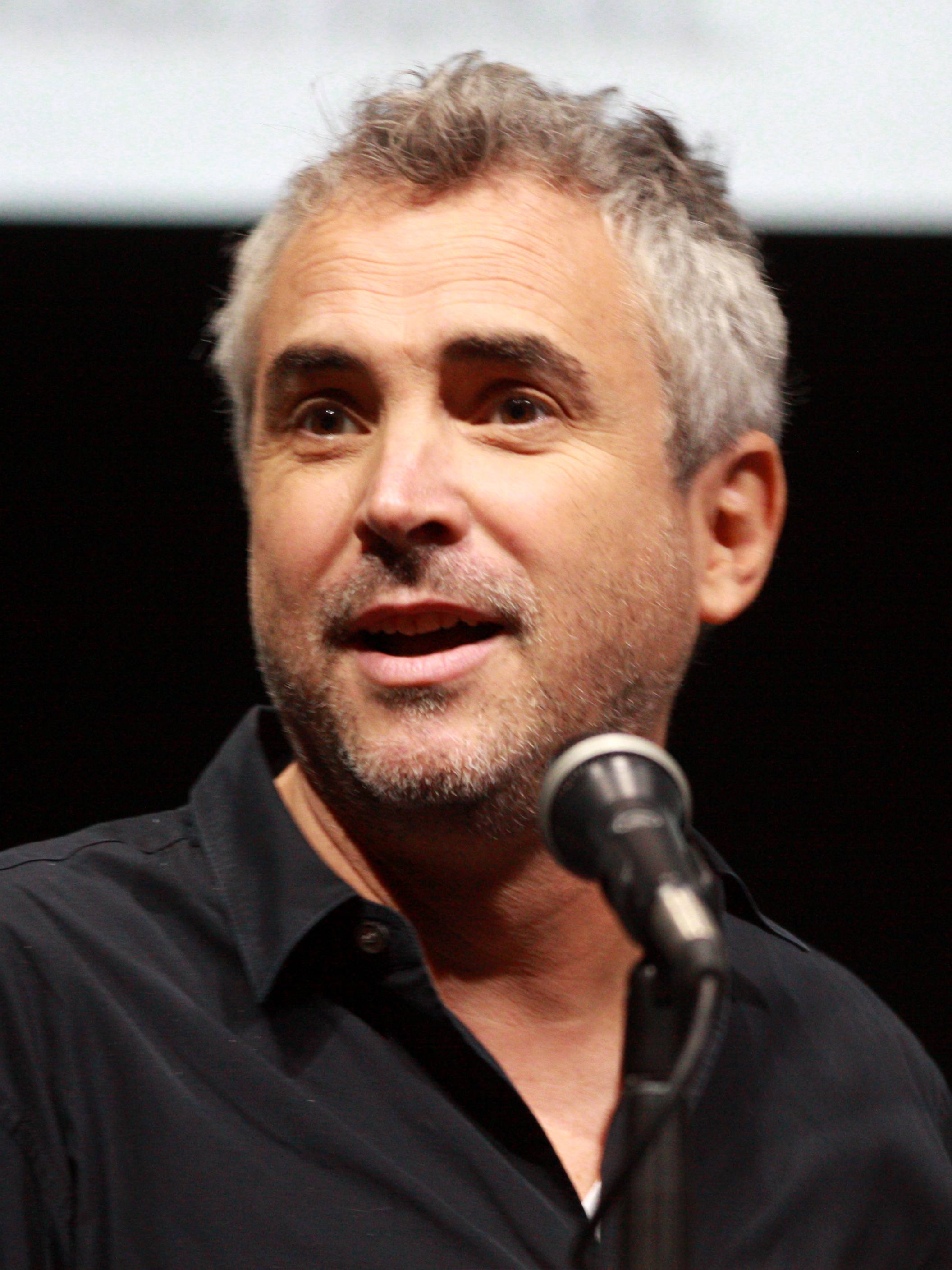
Alfonso Cuarón, director de cine mexicano de ascendencia española, italiana y flamenca.

Contrariamente a la creencia popular, el gobierno de México ha realizado recientemente censos étnicos en los que un mexicano tiene la opción de identificarse como "blanco". Los resultados, sin embargo, permanecen inéditos. En su lugar, el gobierno mexicano publica los resultados con respecto a las frecuencias de diferentes rasgos fenotípicos en los mexicanos como lo son el color de la piel. En discursos e investigaciones sobre problemáticas como el racismo, se ha optado por dividir a los mexicanos en "mexicanos de piel oscura", "mexicanos de piel intermedia" y "mexicanos de piel clara"  en lugar de "mexicanos indígenas y negros", "mexicanos mestizos" y "mexicanos blancos". Si bien debe considerarse que en la sociedad mexicana, los términos "tez/piel clara" y "tez/piel blanca" son sinónimos y tienden a usarse indistintamente. Otros estudios de instituciones académicas independientes han utilizado la presencia de tonos de cabello claros (particularmente rubio) para calcular la población blanca de México. Sin embargo, utilizar tales características para delimitar a dicho grupo étnico resulta en una subestimación de sus números ya que no todas las poblaciones nativas de Europa poseen esos rasgos. De manera similar, no sólo las personas con esos rasgos fenotípicos son consideradas blancas por la mayoría de la sociedad mexicana.
Las regiones norte y oeste de México cuentan con los porcentajes más altos de población blanca y la mayoría de las personas no tienen mezcla nativa o son de ascendencia predominantemente europea. En el norte y oeste de México, las tribus indígenas eran sustancialmente más pequeñas y a diferencia de las que se encontraban en el centro y sur de México, eran en su mayoría nómadas, por lo que permanecían aisladas de los centros de población coloniales y a menudo se producían hostilidades entre ellas y los colonos mexicanos. Esto eventualmente llevó a la región noreste del país a ser la región con mayor proporción de blancos durante el período colonial español, aunque las olas migratorias recientes han estado cambiando sus tendencias demográficas.

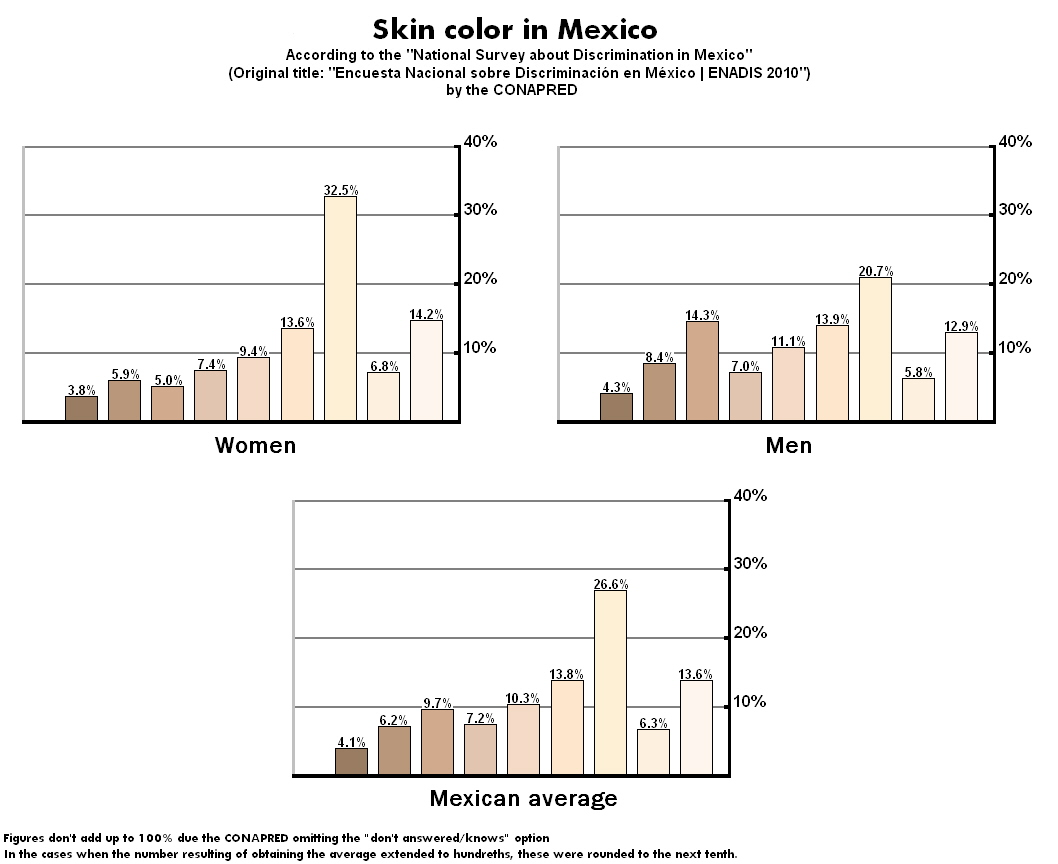
Resultados de la encuesta realizada por la CONAPRED en 2010.

En 2010, el CONAPRED (Consejo Nacional para la Prevención de la Discriminación de México) realizó la ENADIS 2010 (Encuesta Nacional sobre Discriminación) con el propósito de abordar los problemas de racismo que padecen los mexicanos de ascendencia principalmente indígena o africana a manos de una sociedad que favorece mexicanos de piel clara y apariencia europea. En el comunicado de prensa de dicho informe, la CONAPRED señaló que el 47% de los mexicanos (54% de las mujeres y 40% de los hombres) se identifica con los colores de piel más claros utilizados en el cuestionario del censo. El Consejo presupone que la alta diferencia reportada entre hombres y mujeres se debe a la "publicidad frecuentemente racista de los medios de comunicación y a los prejuicios raciales de la sociedad mexicana, que rehúye la piel oscura en favor de la clara, haciendo que las mujeres crean que el blanco es hermoso". El informe también afirma que los hombres no sufren este problema y que, por tanto, no tienen problemas en reconocer su tono de piel real. Sin embargo, una pregunta posterior de la misma encuesta contradice tal afirmación, ya que pide a los mexicanos que evalúen de 0 a 10 cómo de cómodos se encuentran con su color de piel, siendo el resultado promedio de 9.4 sobre diez, frente a un 20% de la población que no se siente satisfecha con su color de piel, mostrando un bajo porcentaje. Asimismo, la ciencia establece que las mujeres tienden a tener la piel más clara que sus homólogos masculinos.
Además de la identificación visual del tono de piel, la misma encuesta incluía la pregunta "¿Cómo llamarían su color de piel?", mientras que el informe de prensa de la CONAPRED destacaba que seis de cada diez personas se consideraban "morenas" y que solo una de cada diez consideraba que su piel era "blanca". El cuestionario actual incluía como opciones otras palabras que se usan coloquialmente para referirse a los blancos en México ("güero", "claro", "aperlado") y otras palabras que podrían o no referirse a una persona blanca dependiendo del caso ("quemadito", "bronceado", "apiñonado", "amarillo" y "canela"). Para complicar aún más la situación, también aparecían como opciones varias palabras utilizadas específicamente para la piel morena ("café", "negro", "chocolate", "oscuro", "prieto" y "trigueño"). La palabra "moreno" en sí tiene una definición muy amplia en español y no tiene connotaciones raciales específicas, usándose tanto para definir a gente de piel clara con cabello oscuro como para definir gente de ascendencia africana.
| Tipo de piel | Porcentaje (inegi 2017) |
| A            | 0.2%                    |
| B            | 0.5%                    |
| C            | 1.0%                    |
| D            | 3.0%                    |
| E            | 2.7%                    |
| F            | 13.0%                   |
| G            | 30.0%                   |
| H            | 37.4%                   |
| I            | 5.2%                    |
| J            | 4.9%                    |
| K            | 2.1%                    |
| ------------ | ----------------------- |

En 2017, el Instituto Nacional de Estadística y Geografía de México publicó el Módulo de Movilidad Social Intergeneracional (MMSI). Compuesto por una serie de encuestas a nivel nacional centradas en educación, movilidad económica generacional y etnia, destaca especialmente por brindar a los mexicanos la posibilidad de identificarse con una raza (las opciones disponibles son "indígena", "mestizo", "blanco", "negro" u "otro"). Si bien se publicaron los resultados de las preguntas directamente relacionadas con la raza, no se publicó el porcentaje de mexicanos que se identificaron con cada raza. También se incluyó en la encuesta una paleta de colores (la misma que en el proyecto PERLA: 11 tonos diferentes, siendo "A" el más oscuro y "K" el más claro) para que una persona pudiera elegir de qué color era la piel de su rostro. El porcentaje de mexicanos que se identificaron con cada color de piel no se incluyó en el documento principal del MMSI; pero, a diferencia de la composición racial, se hizo público a través de otras publicaciones oficiales. A diferencia de la encuesta publicada por CONAPRED en 2010, los resultados de este estudio recibieron una gran cobertura mediática, y los medios llevaron a los círculos de opinión dominantes de México conceptos como el racismo sistémico, el privilegio blanco y colonialismo, ya que el estudio concluyó que los mexicanos con tonos de piel intermedios (tono "F") y más oscuros tenían en promedio ocupaciones de perfil más bajo que los mexicanos con tonos de piel más claros. También se afirmaba que los mexicanos con tonos de piel más claros (más claros que "F") tenían mejores niveles de rendimiento académico. El estudio indicaba que de las 4 categorías raciales utilizadas, la de los indígenas mexicanos mostraba el mayor porcentaje de movilidad social positiva (lo que significa que una persona está mejor que sus padres), mientras que los mexicanos blancos presentaban la menor movilidad social positiva. Dicha sección del estudio, junto con las que no abordaban la raza, apenas recibió cobertura mediática.

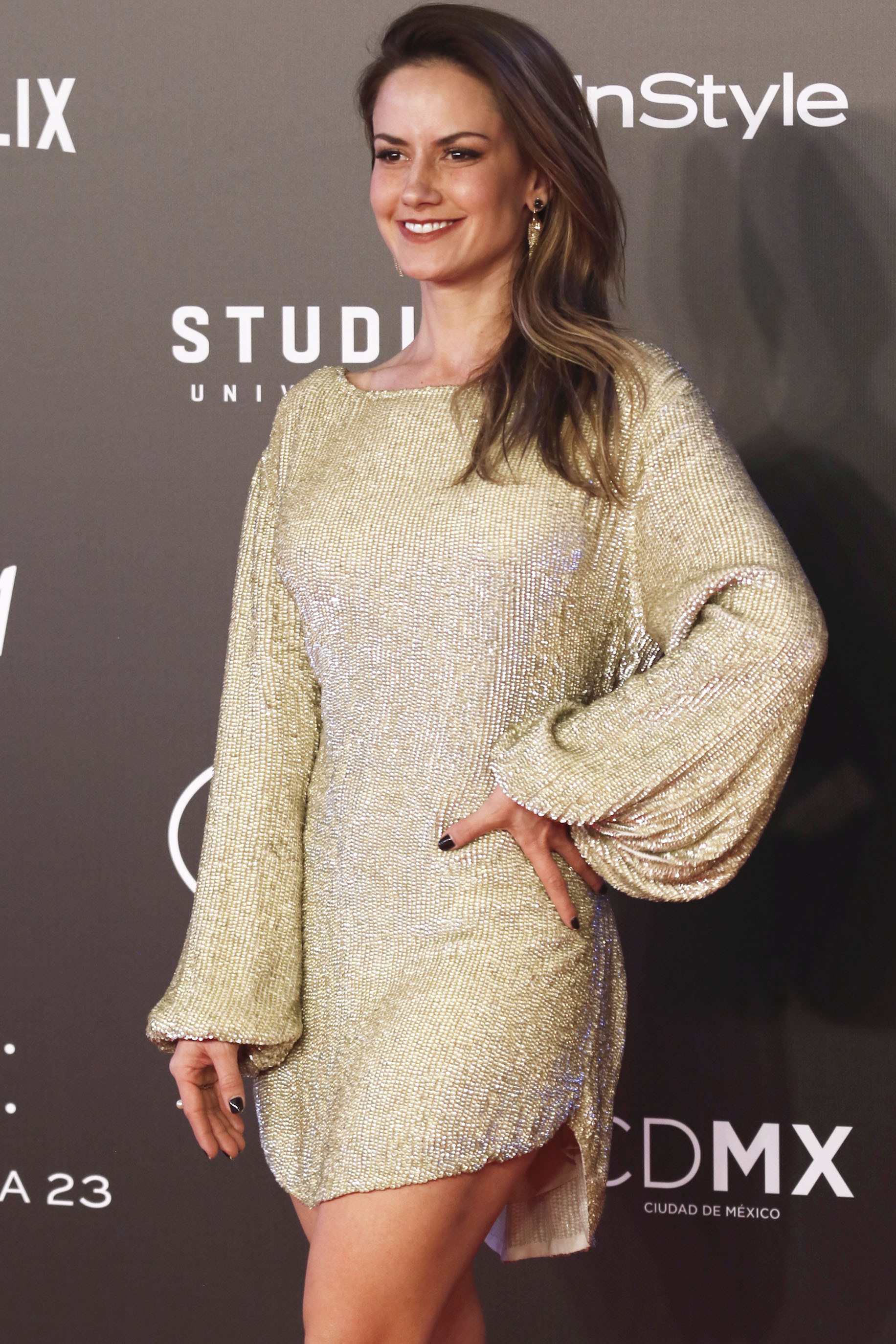
Altaír Jarabo, actriz mexicana.

En 2018 se publicó la nueva edición de la ENADIS, una iniciativa conjunta del CONAPRED y el INEGI con la colaboración de la UNAM, el CONACyT y la CNDH. De manera similar a su antecesora publicada en 2010, en dicha encuesta se entrevistó a ciudadanos mexicanos respecto a temas relacionados con la discriminación, además de recabar información respecto a los fenotipos y a la autopercepción étnica. Se concluyó que México sigue siendo un país bastante conservador en lo que respecta a grupos minoritarios como minorías religiosas, minorías étnicas, extranjeros y miembros de la comunidad LGBT. Si bien existen marcadas diferencias regionales, los estados de las regiones centro-sur de México tienen en general tasas de discriminación notoriamente más altas hacia los grupos sociales antes mencionados que los estados de las regiones oeste-norte. Para recabar datos sobre el tono de piel se usó nuevamente la paleta de colores del proyecto PERLA. En esta ocasión, se reportó que el 11.4% de los mexicanos tenían los "tonos de piel más oscuros (A-E)", el 59.2% los "tonos de piel intermedios (F-G)" y el 29.4% los "tonos de piel más claros (H-K)". La razón por la que se observa una gran diferencia en el porcentaje de mexicanos con piel clara (alrededor del 18% menor) y piel intermedia (alrededor de un 16% mayor) respecto a las encuestas nacionales previas se debe a que la ENADIS 2017 tuvo como prioridad entrevistar a mexicanos de "grupos vulnerables", lo que significó que estados con altos porcentajes de personas de estos grupos hicieron más entrevistas. En 2023 se publicó la edición 2022 de la ENADIS del INEGI, en esta ocasión el 21.1% de los mexicanos reportó pertenecer a los “tonos de piel más oscuros (A-E)”, el 49.7% reportó pertenecer a los “tonos de piel intermedios (F-G)” y el 29.2% reportó pertenecer al grupo de los “tonos de piel más claros (H-K)”. De manera similar a su predecesora, esta encuesta se realizó poniendo atención especial en grupos sociales desfavorecidos, es decir, los estados con una presencia conocida de dichos grupos sociales realizaron más encuestas proporcionalmente.
Se han realizado estudios de campo independientes en el intento de cuantificar el número de mexicanos europeos que viven en el México moderno, utilizando el cabello rubio como referencia para clasificar a un mexicano como blanco, la Universidad Autónoma Metropolitana de México calculó su porcentaje en 23%, el estudio afirma explícitamente que las personas pelirrojas no fueron clasificadas como blancas sino como "otros". Una investigación del University College Londonque incluyó varios países latinoamericanos y se realizó con la colaboración de los institutos de antropología y genética de cada país informó que la frecuencia de cabello rubio y ojos claros en los mexicanos fue de 18.5% y 28.5% respectivamente, convirtiendo a México en el país con la segunda frecuencia más alta de cabello rubio en el estudio. A pesar de esto, la herencia genética europea estimada para los mexicanos fue la segunda más reducida. A pesar de esto, la ascendencia europea estimada para los mexicanos también es la segunda más baja de todos los países incluidos, la razón detrás de tal discrepancia puede estar en el hecho de que las muestras utilizadas en el caso de México fueron altamente desproporcionadas, ya que las regiones norte y oeste de México contienen el 45% de la población del país, pero no más del 10% de las muestras utilizadas en el estudio provinieron de los estados ubicados en estas regiones. En su mayor parte, el resto de las muestras provenían de la Ciudad de México y los estados del sur de México.

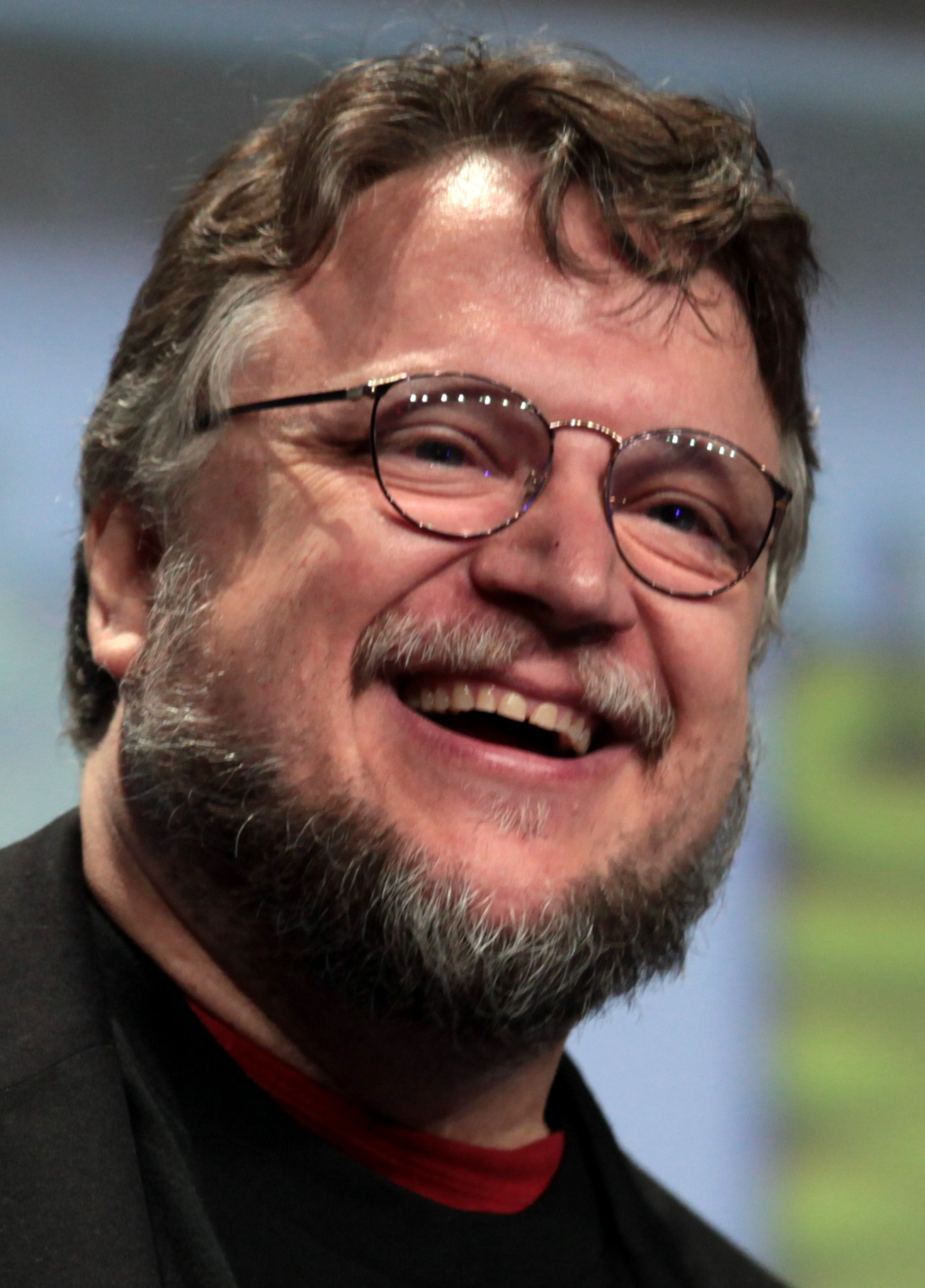
Guillermo del Toro director de cine oriundo de Jalisco, México.

En 2010, un estudio publicado por la American Sociological Association exploró las desigualdades sociales entre los mexicanos de diferentes tonos de piel. La investigación de campo consistió en tres oleadas de entrevistas realizadas a lo largo de un año en diferentes estados. Los voluntarios se dividieron en 3 grupos: "blanco", "café claro" y "café oscuro", dependiendo dicha clasificación del criterio de los entrevistadores, que recibieron formación para este fin. El estudio acota que, con el propósito de obtener resultados estables y reducir las inconsistencias respecto a quién pertenece a qué categoría, se toman en cuenta otros rasgos fenotípicos además del tono de piel, como la presencia de cabello rubio en el caso de los individuos que fueran a ser clasificados como de "piel blanca" debido a que "a diferencia del color de piel, el color de cabello no se oscurece con la exposición a la luz solar". Más adelante, se afirma en el estudio que de las categorías usadas, el porcentaje de entrevistados clasificados como "blancos" fue el más consistente a través de las tres oleadas de entrevistas. De acuerdo con los resultados, el porcentaje de mexicanos clasificados como blancos usando como referencia la presencia de cabello rubio fue del 18.8%, con las regiones noreste y noroeste teniendo el porcentaje más alto (un 23.9% y un 22.3%, respectivamente), seguidos por la región centro con un 21.3%, la región centro-oeste con un 18.4% y finalmente con la región sur con un 11.9%. El estudio decía que la Ciudad de México (región centro), así como las áreas rurales de los estados de Oaxaca, Chiapas (región sur) y Jalisco (región centro oeste), estaban sobrerrepresentadas.
Las siguientes tablas (la primera de un estudio publicado en 2002 y la segunda de uno publicado en 2018) ilustran las frecuencias de diferentes grupos sanguíneos en varias ciudades y estados mexicanos. Debido a que la población amerindia de México posee exclusivamente el tipo sanguíneo "O", la presencia de otros grupos sanguíneos puede dar una idea aproximada de la cantidad de influencia extranjera que hay en cada estado que se ha analizado. Los resultados, sin embargo, no deben tomarse como estimaciones exactas de los porcentajes de diferentes grupos étnicos que habitan México (por ejemplo, el porcentaje de tipos sanguíneos A+B = porcentaje de mexicanos blancos) debido a que un mexicano mestizo puede tener sangre de tipo "A", "B" etc. o el hecho de que el tipo de sangre "O" existe en Europa, teniendo una frecuencia promedio de 44% en España.
| Ciudad            | Estado              | O (%)  | A (%)  | B (%)  | AB (%) |
| ----------------- | ------------------- | ------ | ------ | ------ | ------ |
| La Paz            | Baja California Sur | 58.49% | 31.4%  | 8.40%  | 1.71%  |
| Guadalajara       | Jalisco             | 57.2%  | 31.2%  | 9.7%   | 1.9%   |
| Gómez Palacio     | Durango             | 57.99% | 29.17% | 10.76% | 2.08%  |
| Ciudad Victoria   | Tamaulipas          | 63.6%  | 27.3%  | 7.4%   | 1.7%   |
| Monterrey         | Nuevo León          | 63.1%  | 26.5%  | 9.0%   | 1.4%   |
| Veracruz          | Veracruz            | 64.2%  | 25.7%  | 8.1%   | 2.0%   |
| Saltillo          | Coahuila            | 64.2%  | 24.9%  | 9.7%   | 1.2%   |
| Saladero          | Veracruz            | 60.5%  | 28.6%  | 10.9%  | 0.0%   |
| Torreón           | Coahuila            | 66.35% | 24.47% | 8.3%   | 0.88%  |
| Ciudad de México  | Ciudad de México    | 67.7%  | 23.4%  | 7.2%   | 1.7%   |
| Durango           | Durango             | 55.1%  | 38.6%  | 6.3%   | 0.0%   |
| Ciudad del Carmen | Campeche            | 69.7%  | 22.0%  | 6.4%   | 1.8%   |
| Mérida            | Yucatán             | 67.5%  | 21.1%  | 10.5%  | 0.9%   |
| León              | Guanajuato          | 65.3%  | 24.7%  | 6.0%   | 4.0%   |
| Zacatecas         | Zacatecas           | 61.9%  | 22.2%  | 13.5%  | 2.4%   |
| Tlaxcala          | Tlaxcala            | 71.7%  | 19.6%  | 6.5%   | 2.2%   |
| Puebla            | Puebla              | 72.3%  | 19.5%  | 7.4%   | 0.8%   |
| Oaxaca            | Oaxaca              | 71.8%  | 20.5%  | 7.7%   | 0.0%   |
| Paraíso           | Tabasco             | 75.8%  | 14.9%  | 9.3%   | 0.0%   |
| Total             | ~~                  | 65.0%  | 25.0%  | 8.6%   | 1.4%   |

| Estado           | O (%)  | A (%)  | B (%)  | AB (%) |
| ---------------- | ------ | ------ | ------ | ------ |
| Baja California  | 60.25% | 28.79% | 9.03%  | 1.92%  |
| Sonora           | 58.58% | 30.48% | 9.11%  | 1.84%  |
| Sinaloa          | 56.46% | 32.93% | 8.56%  | 2.05%  |
| Durango          | 59.29% | 26.89% | 11.33% | 2.50%  |
| Coahuila         | 66.17% | 23.49% | 9.01%  | 1.33%  |
| Nuevo León       | 62.43% | 25.62% | 10.10% | 1.85%  |
| Nayarit          | 59.20% | 29.62% | 9.32%  | 1.85%  |
| Jalisco          | 57.85% | 29.95% | 9.78%  | 2.42%  |
| Michoacán        | 60.25% | 29.51% | 9.04%  | 2.44%  |
| Puebla           | 74.36% | 18.73% | 6.05%  | 0.87%  |
| Veracruz         | 67.82% | 21.90% | 8.94%  | 1.34%  |
| San Luis Potosí  | 67.47% | 24.27% | 7.28%  | 0.97%  |
| Aguascalientes   | 61.42% | 26.25% | 10.28% | 2.05%  |
| Guanajuato       | 61.98% | 26.83% | 9.33%  | 1.85%  |
| Querétaro        | 65.71% | 23.60% | 9.40%  | 1.29%  |
| Estado de México | 70.68% | 21.11% | 7.18%  | 1.04%  |
| Ciudad de México | 66.72% | 23.70% | 8.04%  | 1.54%  |
| Total            | 61.82% | 27.43% | 8.93%  | 1.81%  |

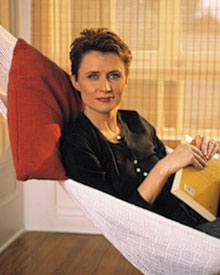
Denise Maerker, periodista mexicana.

En ambos estudios se observan tendencias similares en lo que concierne a la distribución de los diferentes grupos sanguíneos, esto es, los estados de las regiones norte y occidente de México presentan las mayores frecuencias de grupos sanguíneos de origen extranjero, cosa que es congruente con los múltiples estudios genéticos que se han realizado en el país a través de los años. Adicionalmente, se observa que los grupos sanguíneos "A" y "B" son más comunes en voluntarios jóvenes mientras que los grupos "AB" y "O" son más comunes en voluntarios de edad avanzada. El número total de voluntarios analizados en el estudio publicado en 2018 fue de 271,164.
Un estudio realizado en hospitales de la Ciudad de México sugiere que factores socioeconómicos influyen en la frecuencia de las manchas mongólicas entre los recién nacidos, como lo demuestra la mayor prevalencia del 85% en recién nacidos de una institución pública, típicamente asociada con un nivel socioeconómico más bajo, en comparación con una prevalencia del 33% en recién nacidos de hospitales privados, que generalmente atienden a familias de mayor nivel socioeconómico.La mancha mongola aparece con una frecuencia muy alta (85-95%) en niños asiáticos, amerindios y africanos.La lesión de piel, según se informa, casi siempre aparece en niños sudamericanos y mexicanos que son racialmente mestizos, mientras que tiene una frecuencia muy baja (5-10%) en niños caucásicos.Según el Instituto Mexicano del Seguro Social (abreviado como IMSS) a nivel nacional, alrededor de la mitad de los bebés mexicanos presentan la mancha mongola.
Según el Censo de Estados Unidos de 2010, el 52.81% de la población mexicana (inmigrante o de ascendencia mexicana) se autoidentificaba como blanca (16,794,111 de los 31,798,258 que se autoidentificaron como mexicanos).

## Europeos en el México independiente

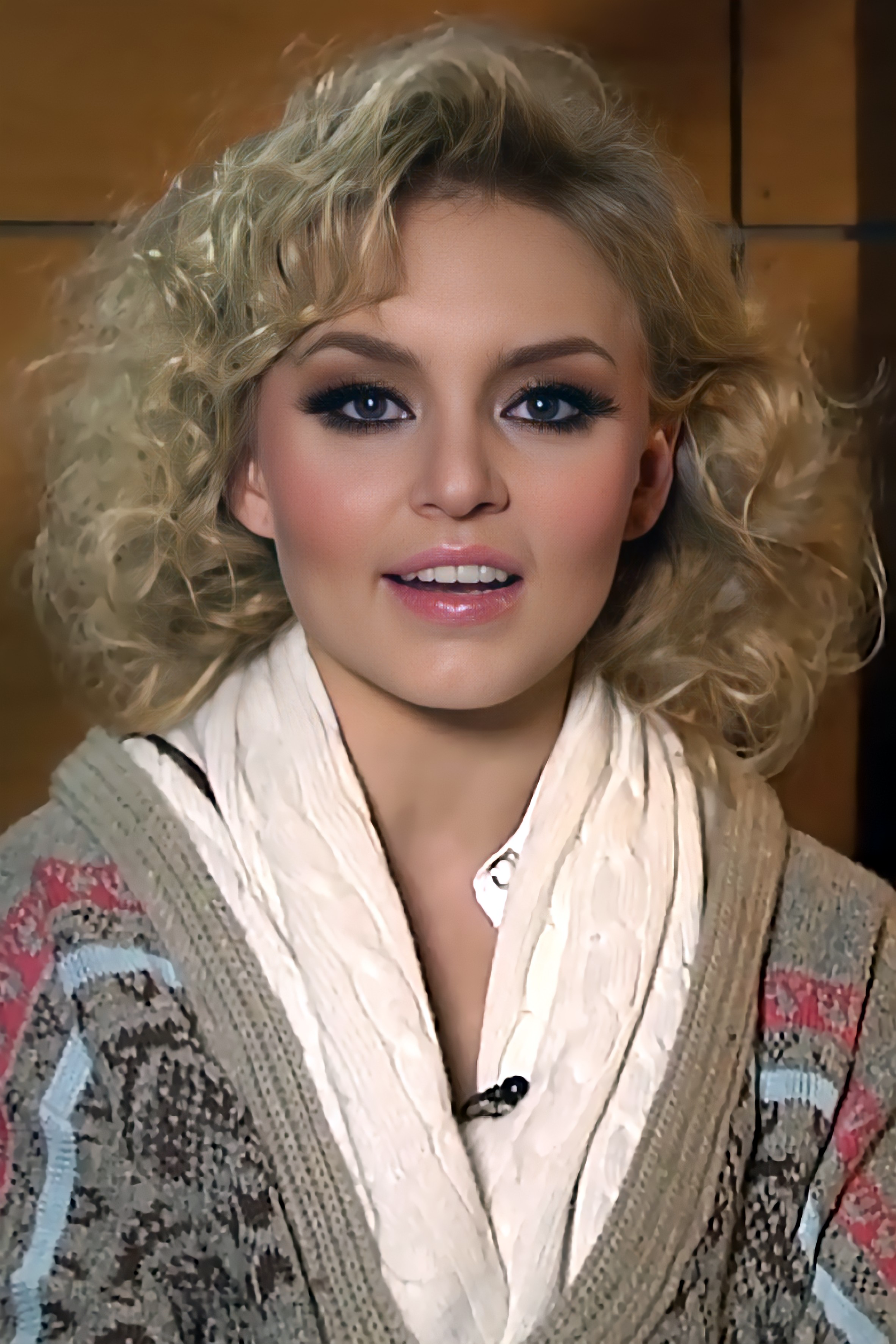
Angelique Boyer, una actriz franco-mexicana.

Después de la guerra de independencia, la nueva élite criolla resultante asociaría conceptos como civilización con caracteres propios de los europeos, culpando a la parte indígena del país por la inhabilidad de este de lograr un nivel de desarrollo equiparable con el resto del mundo occidental, lo cual llevó a esfuerzos activos y a la creación de programas para incentivar la inmigración de más europeos. Uno de esos programas fue la expropiación de grandes extensiones de terreno que le pertenecían a la Iglesia católica con el objetivo de vendérselos a inmigrantes para su desarrollo, aunque no se tuvo el éxito esperado debido a la inestabilidad política de la era. El régimen de Porfirio Díaz también promovió la inmigración europea para así modernizar el país y proteger lo que quedaba del norte de México del expansionismo estadounidense. Díaz también deseaba de esta manera blanquear a la población notoriamente mezclada de México, aunque esto tenía más que ver con cultura que con rasgos biológicos. Díaz sabía que tenía que ser cuidadoso, ya que la alta concentración de estadounidenses fue la causa de la revolución de Texas. Estas precauciones significaron que el gobierno tendió a atraer inmigrantes europeos como lo fueron italianos, alemanes e irlandeses, más usualmente estos llegaban a manera de inversionistas y emprendedores, de los cuales muchos no se quedaban en el país, incluso cuando se trataba de inmigración hacia áreas rurales. No más de cuarenta colonias agrícolas fueron establecidas con estos programas de las cuales sólo unas cuantas alemanas e italianas sobreviven.
Para mediados del siglo diecinueve, entre europeos y canadienses y estadounidenses étnicamente europeos, sólo había entre 30 000 y 40 000 inmigrantes blancos en México, en comparación a la población mexicana de más de 8 millones de habitantes, pero su impacto se sintió fuertemente en la industria textil, así como en áreas del comercio y en la incentivación de la industrialización del país. Debido a que dichos inmigrantes tendían a dejar el país una vez que se volvían exitosos, Díaz decidió nacionalizar múltiples industrias dominadas por estos como lo es la ferroviaria. En enero de 1883, el gobierno firmó una ley para de nueva cuenta promover inmigración irlandesa, alemana y francesa a México esta vez con menos restricciones, resultando en la llegada de familias inmigrantes relativamente más convencionales. Hasta 1914, 10 000 franceses se establecieron en México, junto a otros 100 000 inmigrantes de otros países europeos. Pese a ser el conflicto más violento en la historia de México, la Revolución Mexicana no desincentivó la inmigración europea ni asustó a la población blanca de ya establecida en México, que, por residir predominantemente en las áreas urbanizadas del país no fue afectada por esta y veían dicho conflicto como algo pertinente sólo entre poblaciones rurales. Tiempo después, conflictos bélicos en Europa como la guerra civil española y la Segunda Guerra Mundial provocaron oleadas adicionales de inmigración europea,
a la conclusión de esta última, estadounidenses, británicos, franceses, alemanes y españoles fueron los blancos más abundantes en México, aunque su presencia se limitó sólo a áreas urbanas, viviendo en enclaves principalmente dentro de la Ciudad de México. Estos migrantes pronto se adaptarían a la actitud mexicana de "entre más blanco mejor" separándose de la población no blanca del país anfitrión. Adicionalmente su estatus como extranjeros les otorgaría ventajas sociales y económicas, perdiendo así todo incentivo para mezclarse fuera de la clase alta criolla mexicana. Por esta razón, los apellidos no hispanos son comunes entre las élites de la Ciudad de México.

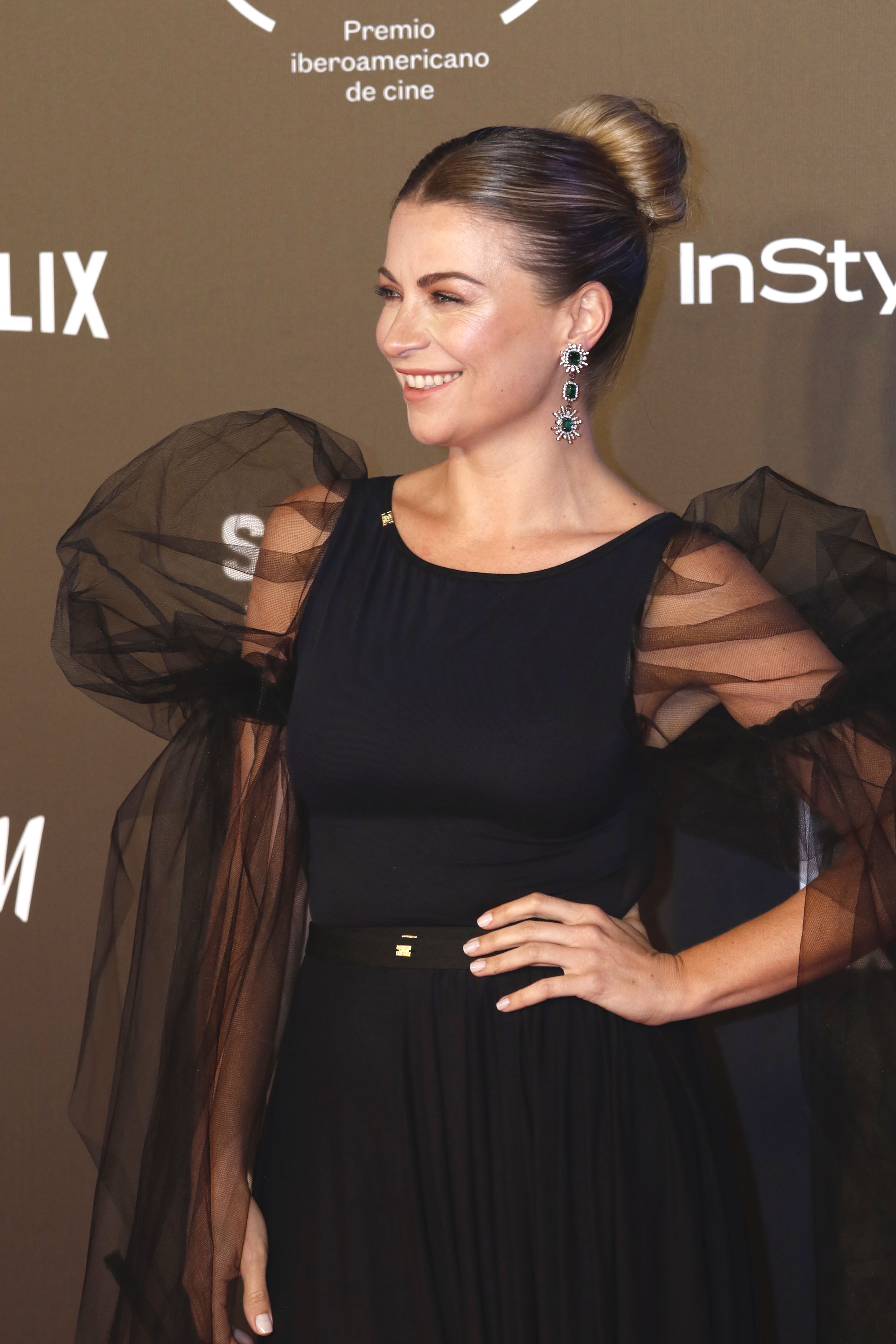
Ludwika Paleta, actriz mexicana de ascendencia polaca.

Sin embargo, sí existen instancias en las que la asimilación generalizada tuvo lugar, como lo es el caso de los mineros de Cornwll en Pachuca y Real de Monte dentro del estado de Hidalgo, donde su influencia cultural sigue siendo prominente en sus hogares de estilo arquitectónico inglés así como en la gastronomía local, además de haber sido quienes introdujeron el futbol a México. Al principio del siglo 20, un grupo de 100 inmigrantes rusos, en su mayoría pryguny, molokanos y cosacos se establecieron en un área cercana a Ensenada, Baja California, la colonia principal yace en el Valle de Guadalupe y se le conoce localmente como la colonia rusa cerca del pueblo de Francisco Zarco. Colonias más pequeñas incluyen la de San Antonio, la de Misión del Orno y la de Punta Banda. Se estima que hay cerca de 1000 descendientes de esos inmigrantes en México, de los cuales casi todos se han asimilado. Los asentamientos originales hoy en día son atracciones turísticas.

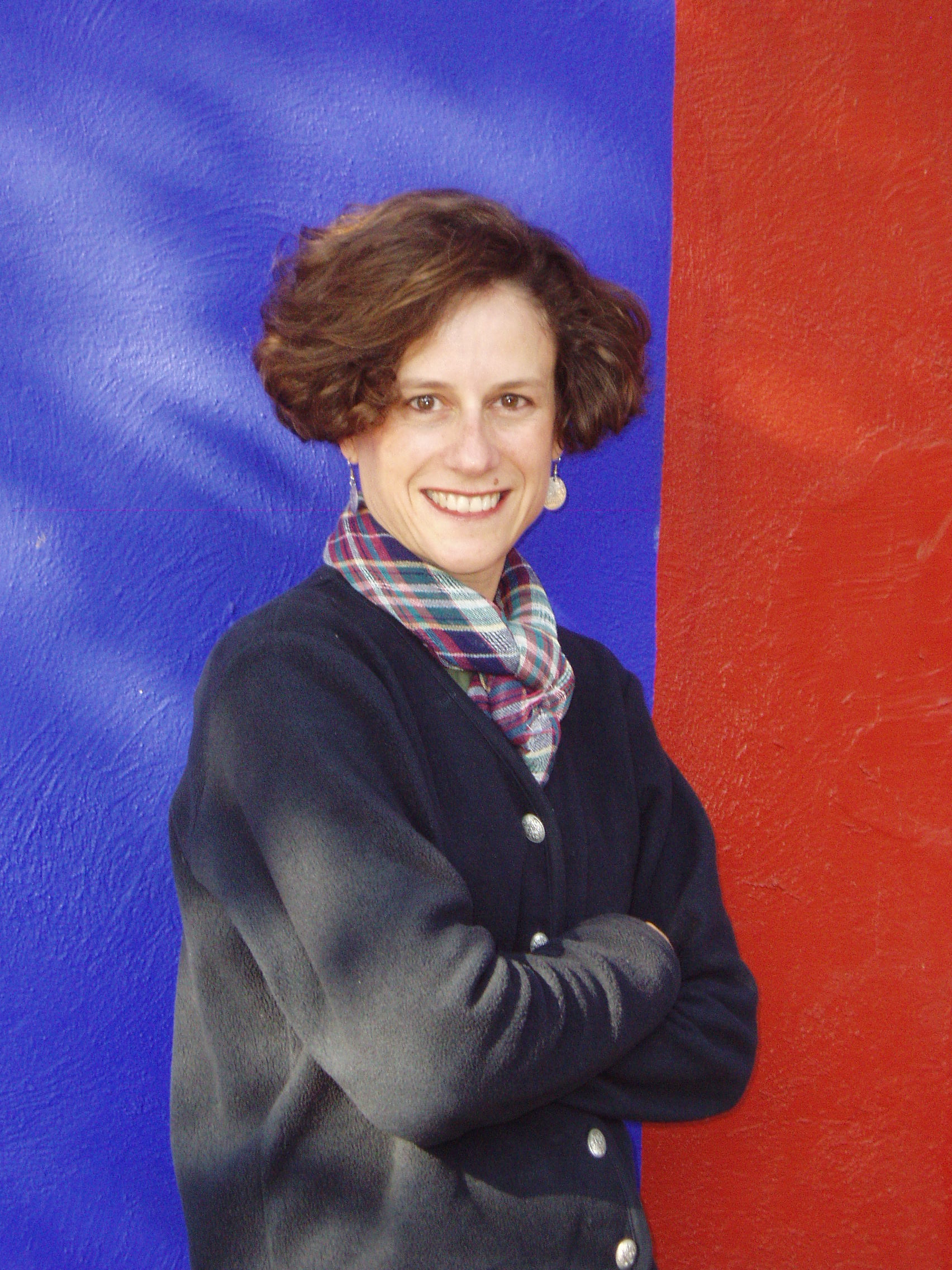
Denise Dresser, escritora mexicana

Aunque el gobierno mexicano no uso términos raciales oficialmente durante casi un siglo, los conceptos "mexicanos blancos" o "güeros" y de "ser blanco" no desaparecieron y siguen estando presentes en la cultura mexicana: diferentes idiomas raciales son usados en la sociedad mexicana para mediar y distinguir diferentes grupos raciales. No es extraño ver a vendedores llamar a un cliente potencial "Güero" o "güerito", incluso en veces que la persona en cuestión no es de piel clara. En esas instancias dicho término es usado para evocar algún tipo de familiaridad, pero en casos donde tensiones sociales hacen acto de presencia puede tener el efecto opuesto.A la preferencia generalizada que los mexicanos, incluso los que tienen herencia preponderantemente indígena muestran hacia las culturas y rasgos europeos sobre los indígenas se le conoce como malinchismo en derivación de La Malinche, intérprete indígena que se alió con Hernán Cortés durante la conquista del imperio azteca. Historia que sigue teniendo prominencia en el imaginario mexicano moderno. Ejemplos de prácticas consideradas como malinchismo incluyen la tendencia que tienen los padres mexicanos de escoger nombres anglosajones para sus hijos, debido al deseo de ser asociados con los Estados Unidos.

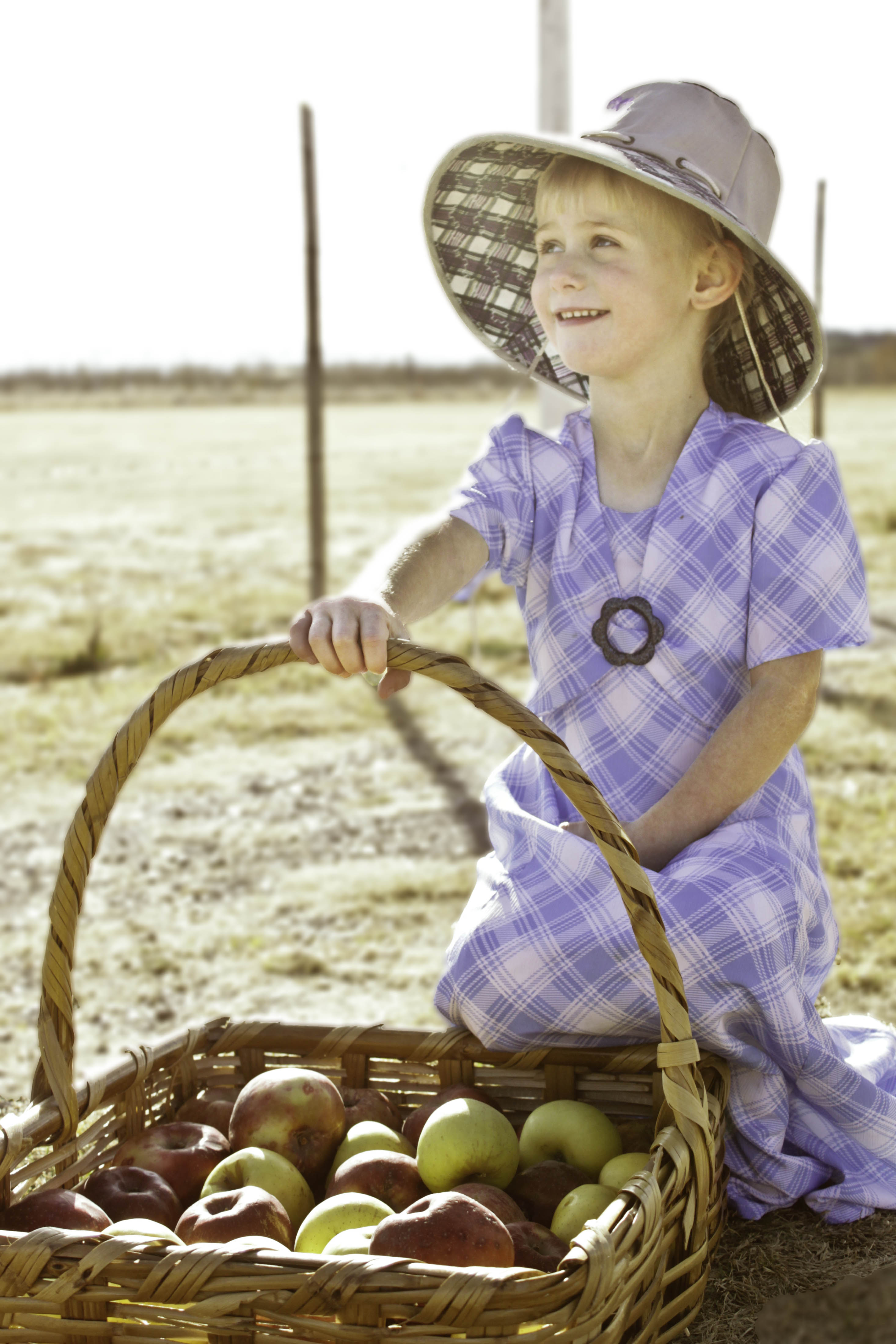
Niña menonita en Cuauhtémoc, Chihuahua

Aunque la inmigración internacional fue más restringida en los gobiernos posteriores al de Porfirio Díaz esta nunca se detuvo durante el resto siglo 20. Entre 1937 y 1948 más de 18 000 Republicanos españoles llegaron como refugiados desde la España Franquista. Su recepción por la elite mexicana fue mezclada pero la mayoría de los recién llegados finalmente fueron exitosos, destacando como académicos y artistas. Este grupo fundó el Colegio de México, una de las instituciones académicas más destacadas del país. en tiempo reciente debido al decline económico causado por la crisis financiera de 2008, muchos españoles han migrado a México en busca de nuevas oportunidades laborales, con 7630 permisos de trabajo siendo expedidos en el último trimestre de 2012. Otros europeos como lo son italianos, franceses, portugueses, franceses y griegos también han migrado. Uno de los pocos asentamientos que sobreviven desde la era porfiriana se encuentra en el pueblo de Chipilo en el estado de Puebla. Sus habitantes son descendientes de 500 migrantes italianos que llegaron como refugiados en 1800 y aunque se han unido con mexicanos mantienen su dialecto e identidad étnica. Muchos de ellos todavía crían ganado y se dedican a la agricultura más cambios económicos han llevado a otros a dedicarse a la industria. Durante la Revolución Mexicana, Álvaro Obregón invitó a un grupo de menonitas alemanes a dejar Canadá para reubicarse en el estado de Chihuahua. Para 1930 casi 10 000 se habían establecido, llegando también grupos menonitas de Europa. Su apariencia combinada con el hecho a que tienden a ser comunidades insulares hablantes de plautdiesch su uso vestimentas tradicionales los hace diferenciarse de la poblaciones que los rodean en donde suelen ser dueños de comercios de lácteos y componen cerca de la mitad de la economía agraria de Chihuahua. México posee 42 % de todos los menonitas que migraron a América Latina.

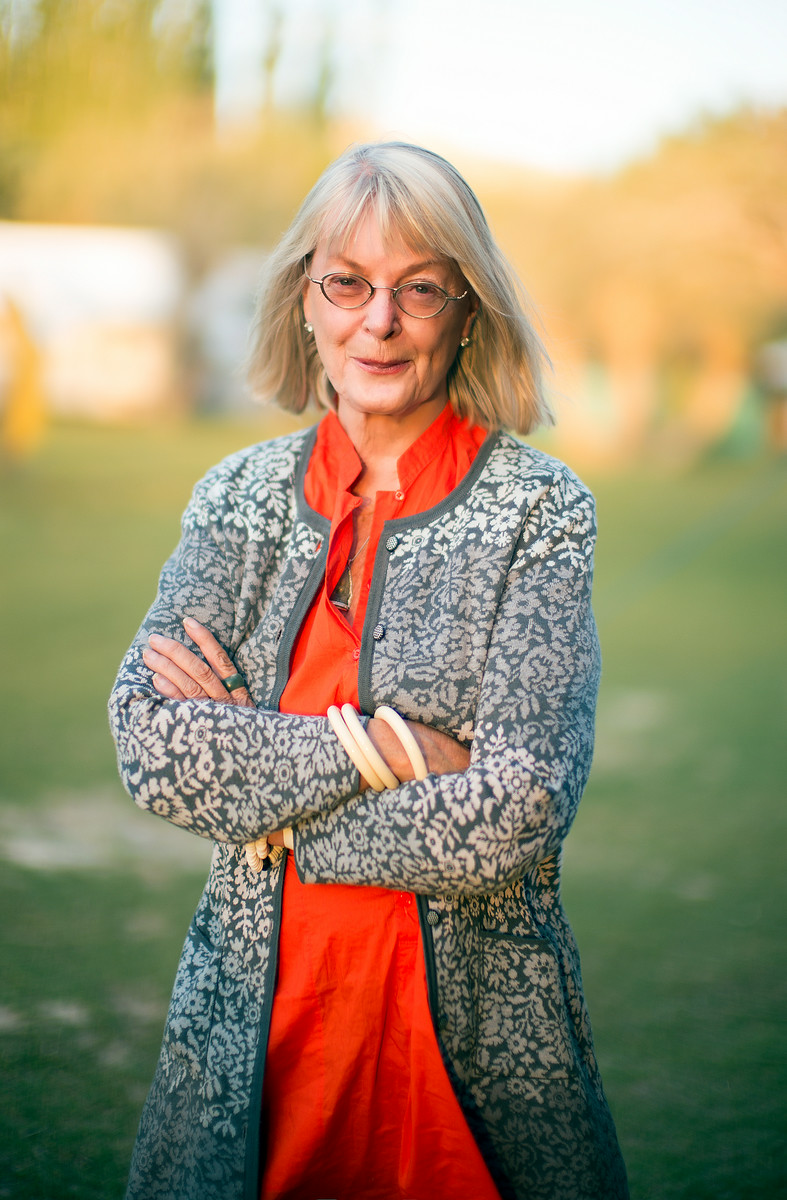
Nena von Schlebrügge (Thurman), ex modelo sueco-estadounidense, nacida en México.

Vestigios legales de los programas para incentivar el blanqueamiento de la población terminaron con la "Ley General de Población" promulgada en 1947 así como con la asimilación hasta cierto punto de la mayoría de las colonias de inmigrantes dentro de la población mexicana, incentivado por el incremento de la clase media mexicana, quienes enrolaron a sus hijos en escuelas para extranjeros, organizaciones extranjeras como el Club Alemán hoy en día tienen en su mayoría miembros mexicanos y los medios de comunicación, que promueven de manera casi exclusiva el idioma español han llevado a la desaparición del otros lenguajes europeos en los descendientes de dichos migrantes. Pólizas de inmigración más restrictivas también han contribuido a este proceso masivo, aunque espontáneo, de asimilación de inmigrantes, aunque casi siempre esta asimilación tenga lugar sólo con la población blanca de México. Desde el año 2000, el crecimiento económico del país ha incrementado la migración internacional hacia este, siendo muchos de estos inmigrantes originarios de Europa así como de Estados Unidos, estos últimos siendo más de tres cuartos de la población extranjera documentada en México. En los años recientes el número de estadounidenses que se han sumado a la población mexicana es mayor que el número de mexicanos que se suman a la población estadounidense de acuerdo a datos migratorios de ambas naciones, factores que han llevado a México a ser uno de los países con el mayor número inmigrantes internacionales en el mundo. 66 % de la población angloparlante de América Latina vive en México, con la mayoría de estos siendo originarios de Estados Unidos, quienes tienen una larga historia de migración hacia dicho país y han sido la población migrante más numerosa dese 1930. Aunque muchos de ellos no se pueden considerar como inmigrantes en el sentido tradicional ya que no son residentes permanentes, viviendo como retirados o trabajadores/estudiantes temporales.

## Investigación genética

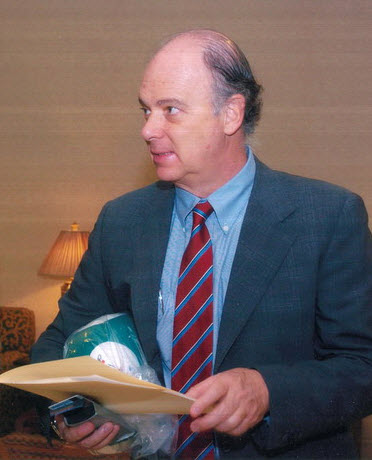
Enrique Krauze, historiador de ascendencia judía.

Investigación genética en la población mexicana es numerosa y ha retornado gran diversidad de resultados, no es raro que estudios genéticos realizados en la misma localidad obtengan resultados notoriamente diferentes, ejemplos de ello son la ciudad de Monterrey en el estado de Nuevo León, la cual dependiendo del estudio en cuestión reporta una contribución europea promedio que va desde 38% hasta 78%, y la Ciudad de México, cuya herencia genética europea puede ser tan reducida como 21% o aumentar hasta 70%. Las razones detrás de dicha variación incluyen factores como lo son el nivel socioeconómico de los voluntarios así como los criterios de selección usados: Algunos estudios sólo analizan mexicanos que se autoidentifican como mestizos, mientras otros estudios no tienen criterio de selección más consideran que toda la población mexicana no hablante de leguas indígenas es en automático mestiza. Un ejemplo de ambas prácticas es el estudio publicado en 2009 por el INMEGEN, que declara que el 93% de la población mexicana es mestiza con el resto siendo indígenas, declaración que recibió una cobertura mediática significativa aunque los autores de dicho estudio han dicho que sus declaraciones se malinterpretaron y que los resultados de su estudio no representan a la población mexicana en su totalidad ya que de acuerdo a la metodología de dicho estudio todos los voluntarios tuvieron que autoidentificarse como mestizos para poder participar. Finalmente hay estudios que no usan ningún tipo de autoidentificación más allá de que sus voluntarios se consideren mexicanos; dichos estudios tienden a ser los que reportan los mayores porcentajes de herencia genética europea.

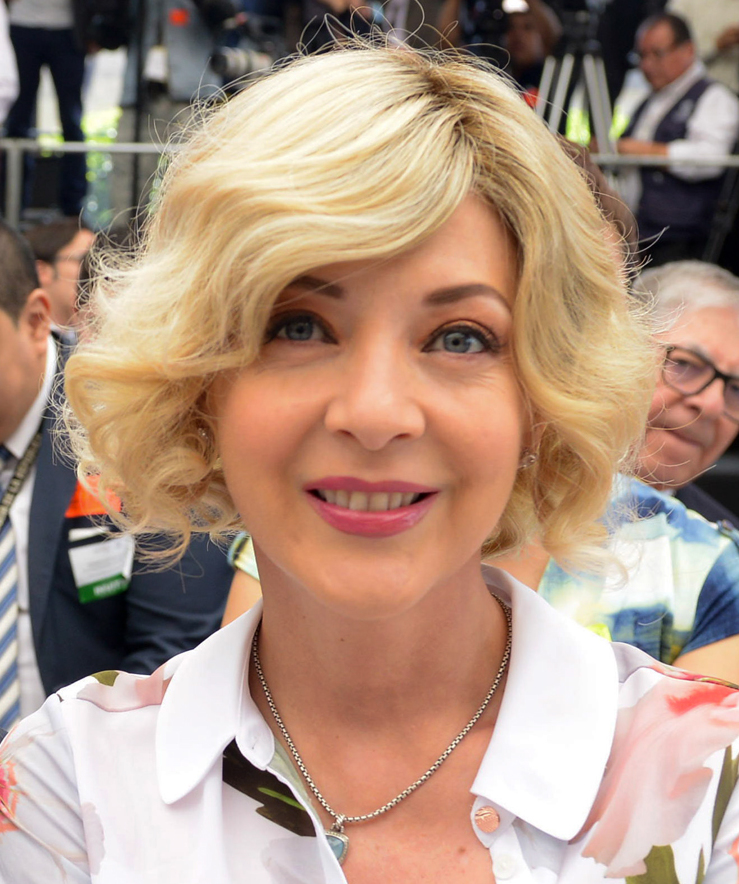
Edith González, actriz y bailarina mexicana.

La ideología del mestizaje, que ha borrado las distinciones raciales a nivel institucional también ha tenido una influencia significativa en estudios genéticos realizados en México: Debido a que los criterios usados en estudios para determinar si un mexicano es mestizo o indígena suelen ser culturales como lo es el lenguaje en lugar de autoidentificación racial o una selección basada en fenotipo existen estudios en los que poblaciones consideradas como indígenas en razón de lenguaje muestran una herencia europea mayor que poblaciones consideradas como mestizas reportan en otros estudios. Lo opuesto también sucede, ya que existen casos en los que poblaciones consideradas mestizas exhiben frecuencias genéticas notoriamente similares a poblaciones propias de Europa como en el caso de los mestizos del estado de Durango o a estadounidenses blancos en el caso de mestizos del estado de Jalisco.
Independientemente de los criterios de selección usados, todos los estudios de ADN autosomal realizados coinciden en que existen variación genética significativa en función geográfica, con el sur de México casi siempre presentando una contribución amerindia mayoritaria y una contribución africana mayor al promedio nacional; la región central de México mostrando un balance entre herencias amerindia y europea; con esta última incrementándose gradualmente en las regiones norte y oeste, donde la contribución europea se convierte en la más prominente hasta llegar a las poblaciones localizadas en la Frontera entre Estados Unidos y México, donde los estudios realizados sugieren que las herencias amerindia y africana aumentan significativamente. Hasta ahora, no se han realizado investigaciones genéticas que se centren en mexicanos de herencia europea o blancos.

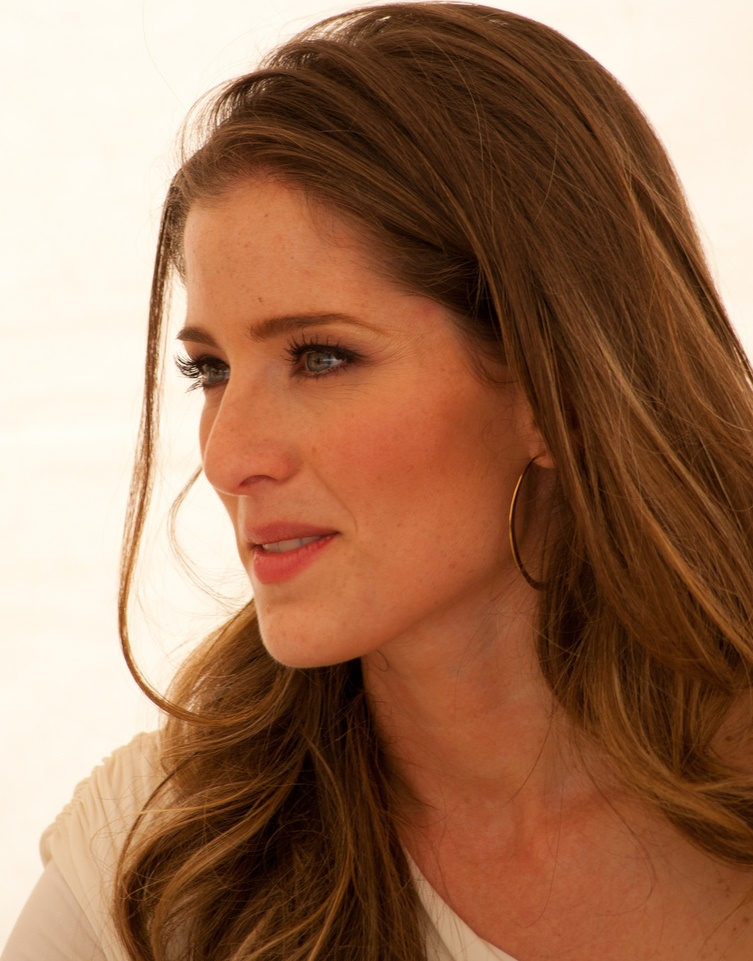
María Inés, presentadora mexicana de televisión.

Una publicación de 2014 analizó varios estudios genéticos hechos en México, encontrando en estos que la "herencia amerindia es la más prevalente (51% a 56%) en las tres estimaciones generales (estas estimaciones parten de los estudios realizados por el INMEGEN en 2009), seguida por la herencia europea (40% a 45%); la herencia africana representa sólo 2% a 5%. En la Ciudad de México la herencia europea fue de 21% a 32% in seis de los estudios incluidos, con el porcentaje anómalo de 57% obtenido en 19 voluntarios, aunque a dicho porcentaje realmente no se le puede llamar anómalo, ya que existen estudios autosomales que reportan una herencia europea de 51%, 52%, 70% y 52%, este último siendo para el valle de México, más estos estudios no se incluyeron en dicha publicación por razones no especificadas. En los estudios que sí fueron incluidos, la herencia europea es la más prevalente en el norte del país (Chihuahua, 50%; Sonora, 62%; Nuevo León, 55%), más en un estudio reciente hecho en este último estado, la herencia amerindia fue la dominante."
Un estudio hecho en 2006, el primer estudio hecho por el Instituto Nacional de Medicina Genómica de México, que incluyó los estados de Guerrero, Oaxaca, Veracruz, Yucatán, Zacatecas y Sonora reportó que la herencia genética de los mexicanos mestizos fue 58.96% europea, 35.05% asiática (primariamente amerindia), y 5.03% otro.
Un estudio autosomal hecho en la Ciudad de México reportó que la herencia europea de los mexicanos analizados fue de 52% con el resto siendo amerindia con una pequeña contribución africana, adicionalmente la herencia maternal fue analizada, con 47% siendo de origen europeo. El único criterio para selección de voluntarios fue que estos se autoidentificaran como mexicanos.